# 林肯座堂
林肯座堂（英語：Lincoln Cathedral，全名為林肯童貞榮福馬利亞座堂（英語：The Cathedral Church of the Blessed Virgin Mary of Lincoln），座落於英國東英格蘭林肯郡林肯市中心，屬於英格蘭教會。林肯座堂曾經保持世界最高建築的頭銜超過200年之久，不過16世紀時，座堂的中心尖端崩塌，後來並沒有再度重建。
現存建築的早期部分可追溯至1072年，當時主教雷米吉烏斯·德·費康（Remigius de Fécamp）將他的主教座堂從泰晤士河畔的多切斯特（位於牛津郡南部）遷至林肯。該建築於1092年竣工，但在1185年的一場地震中嚴重受損。在接下來的幾個世紀裡，它經歷了哥德式風格的各個階段的重建，其中座堂保留了早期英式、盛飾式和垂直式等多種哥德式建築風格。
林肯座堂收藏《大憲章》原件僅存的四份副本之一，現陳列於林肯城堡。它是英國建築面積第四大的教堂，約 5,000 平方米（ 50,000 平方英尺），僅次於利物浦座堂、聖保羅座堂和約克座堂。它受到建築學者的高度評價；維多利亞時代的作家約翰·拉斯金宣稱：「我一直認為…林肯座堂是不列顛群島最珍貴的建築作品，粗略地說，它的價值相當於我們現有的任何另外兩座座堂。」

## 歷史
林肯的首任主教雷米吉烏斯·德·費康（Remigius de Fécamp）在“1072年至1092年間的某個時候”將主教座遷至此地。關於此事，詹姆斯·埃塞克斯（James Essex）寫道：“雷米吉烏斯……於1072年奠基了他的座堂”，並且“作為一名諾曼人，他很可能僱傭了諾曼石匠來監督建築……儘管他在去世前未能完成全部工程。”
在此之前，B·溫克爾斯（B. Winkles）寫道：「眾所周知，雷米吉烏斯佔據了林肯的聖瑪利亞瑪達肋納教區教堂，儘管我們不知道他將其用於什麼用途。」
當林肯座堂初建時，征服者威廉將韋爾頓（Welton）教區賜予雷米吉烏斯，以便使他獲得六份俸祿，這些俸祿的收入足以支持座堂的六位教士。這些俸祿後來得到了威廉二世和亨利一世的確認。

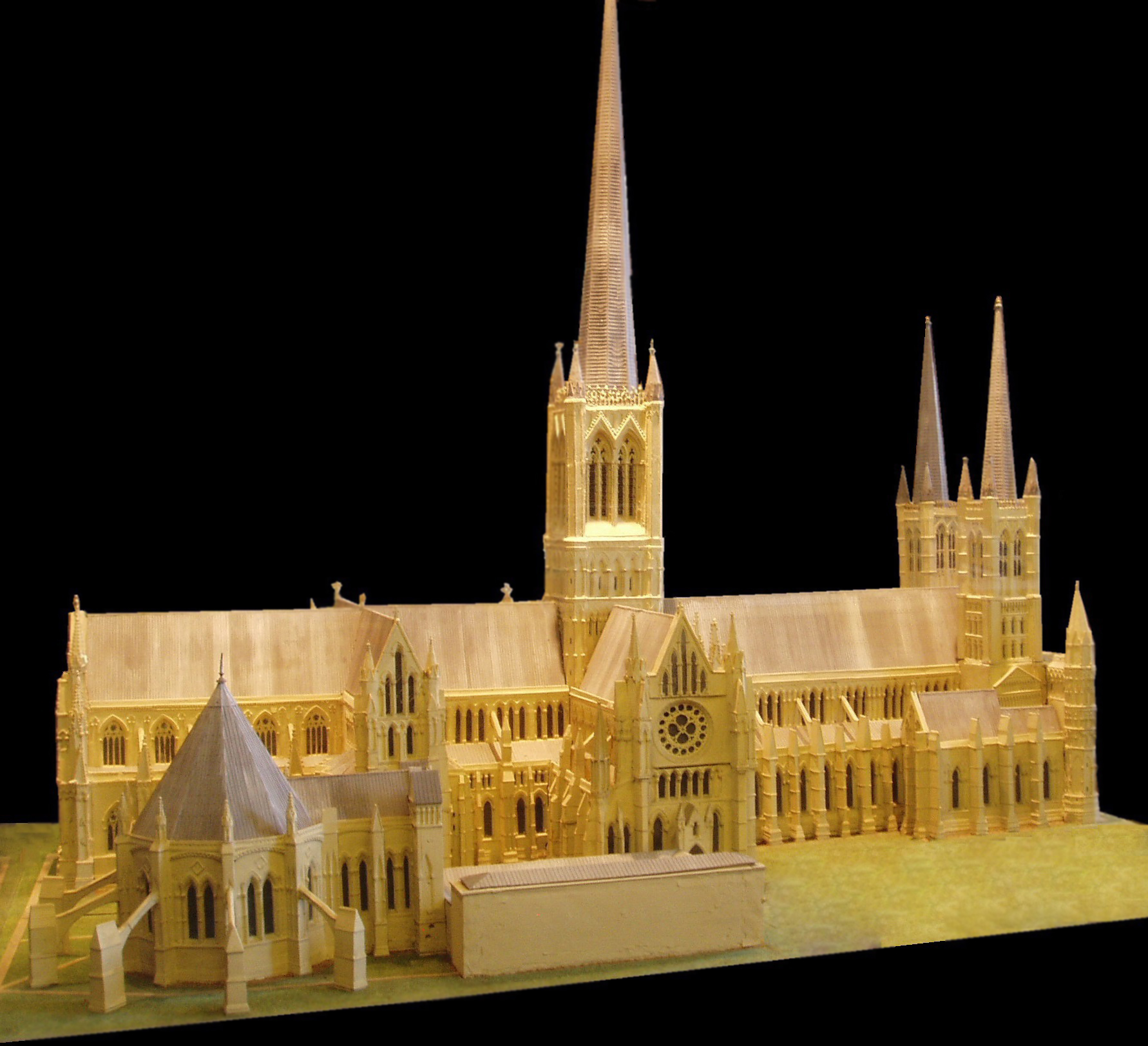
座堂內的模型展示了座堂以前尖頂的模樣

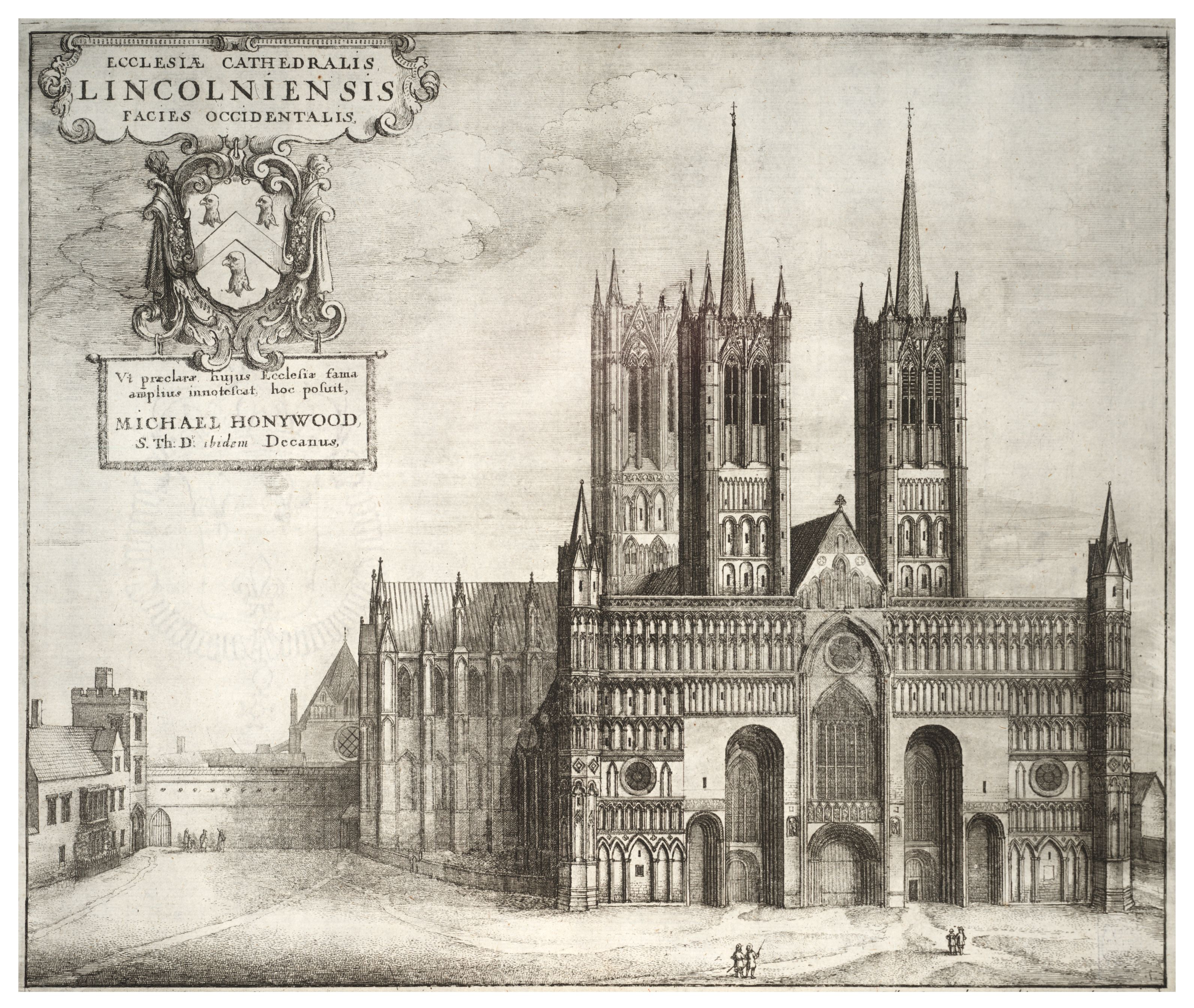
17 世紀林肯座堂的版畫，西塔有尖頂

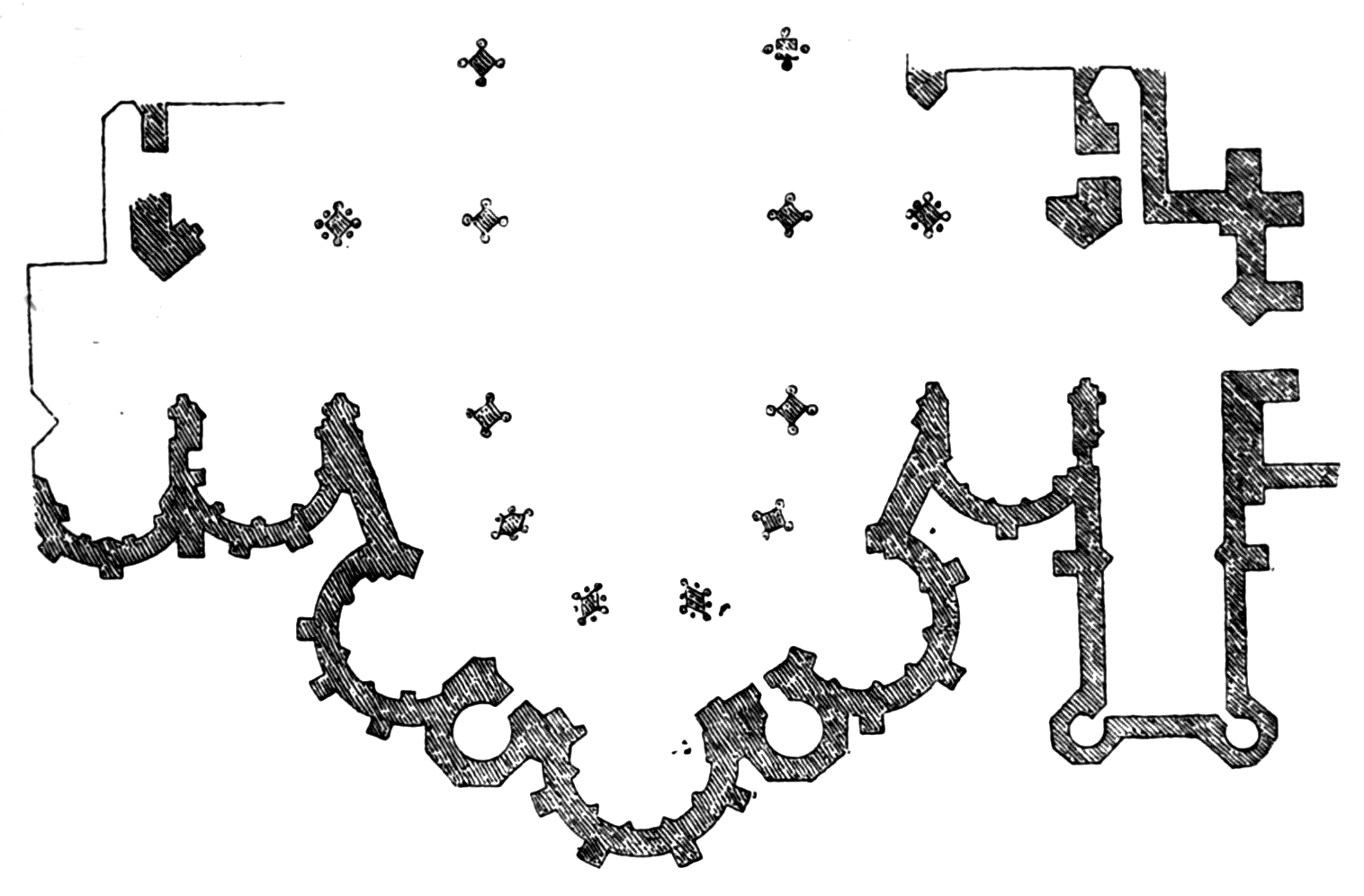
林肯座堂東端的原本規劃設有後殿

在此之前，斯託（Stow）的聖瑪麗教堂被認為是林肯郡的「母教堂」（儘管它並非主教座堂，因為教區的所在地位於牛津郡泰晤士河畔多切斯特的多切斯特修道院）。然而，對於從泰晤士河延伸到亨伯河口的教區來說，林肯的位置更為中心。
雷米吉烏斯在現址上建造了第一座林肯座堂，他於 1092 年竣工，並於同年 5 月 7 日去世，即座堂祝聖的前兩天。 1124 年，木質屋頂在一場大火中被摧毀。亞歷山大（主教，1123-48 年）重建並擴建了座堂，但大約四十年後，即 1185 年的一場地震（英國地質調查局確定地震發生在 1185 年 4 月 15 日）摧毀了座堂的大部分。這場地震是英國震感最強的地震之一：估計震級超過 5 級。座堂的損壞被認為非常嚴重：據描述，座堂「從上到下裂開」；在目前的建築中，只有西端的下部及其兩座相連的塔樓保留了地震前的教堂結構。
有學者（Kidson，1986 年；Woo，1991 年）認為，林肯座堂的損壞可能因為不良的建築或設計而加劇，實際的倒塌很可能是由拱頂坍塌引起的。
地震後，一位新主教被任命。他是法國阿瓦隆的休·德·勃艮第（Hugh de Burgundy），後來被稱為林肯的聖休。他開始了大規模的重建和擴建計劃。在他任命威廉·德·蒙蒂布斯（William de Montibus）為座堂學校的校長和校長後，林肯座堂一度成為英國主要的教育中心之一，培養了塞繆爾·普雷斯比特（Samuel Presbiter）和理查德·韋瑟林塞特（Richard of Wetheringsett）等作家。然而，威廉於 1213 年去世後，座堂在教育上的重要性有所下降。 1192 年至 1210 年間，重建工程從唱詩廳（聖休唱詩廳）和東側的兩個橫廳開始。隨後，中央中殿以早期英國哥德式建築風格建造。林肯座堂很快就跟隨當時的建築進步 — — 尖拱、飛扶壁和肋拱被添加到座堂中。這使得座堂能夠安裝更大的窗戶。
西南塔樓有十三口鐘，西北塔樓有兩口，中央塔樓有五口（包括大湯姆鐘）。與座堂的大鐘——林肯大湯姆鐘——一起，還有一座19 世紀初安裝的、每刻鐘報時的鐘。 兩扇大型彩色玻璃玫瑰窗，以及與之相配的「主任牧師之眼」和「主教之眼」是在中世紀晚期添加到座堂的。前者，位於北側耳堂的“主任牧師之眼”，可追溯到 1192 年由聖休開始的重建工程，該工程於 1235 年完工。後者，即位於南側耳堂的“主教之眼”，是在一百年後的 1330 年重建的。一部同時代的著作《聖休的節奏人生》提到了這兩扇窗戶（一扇位於建築物陰暗的北側，另一扇位於明亮的南側）的含義：
北方代表魔鬼，南方代表聖靈，這兩隻眼睛注視著這兩個方向。主教面向南方是為了引聖靈入內，而主任牧師面向北方是為了避免魔鬼；前者守護著得救，後者守護著免於滅亡。座堂的正面，正是憑藉這兩隻眼睛，守護著天堂的燭台和遺忘（Lethe，意為「湮沒」）的黑暗。

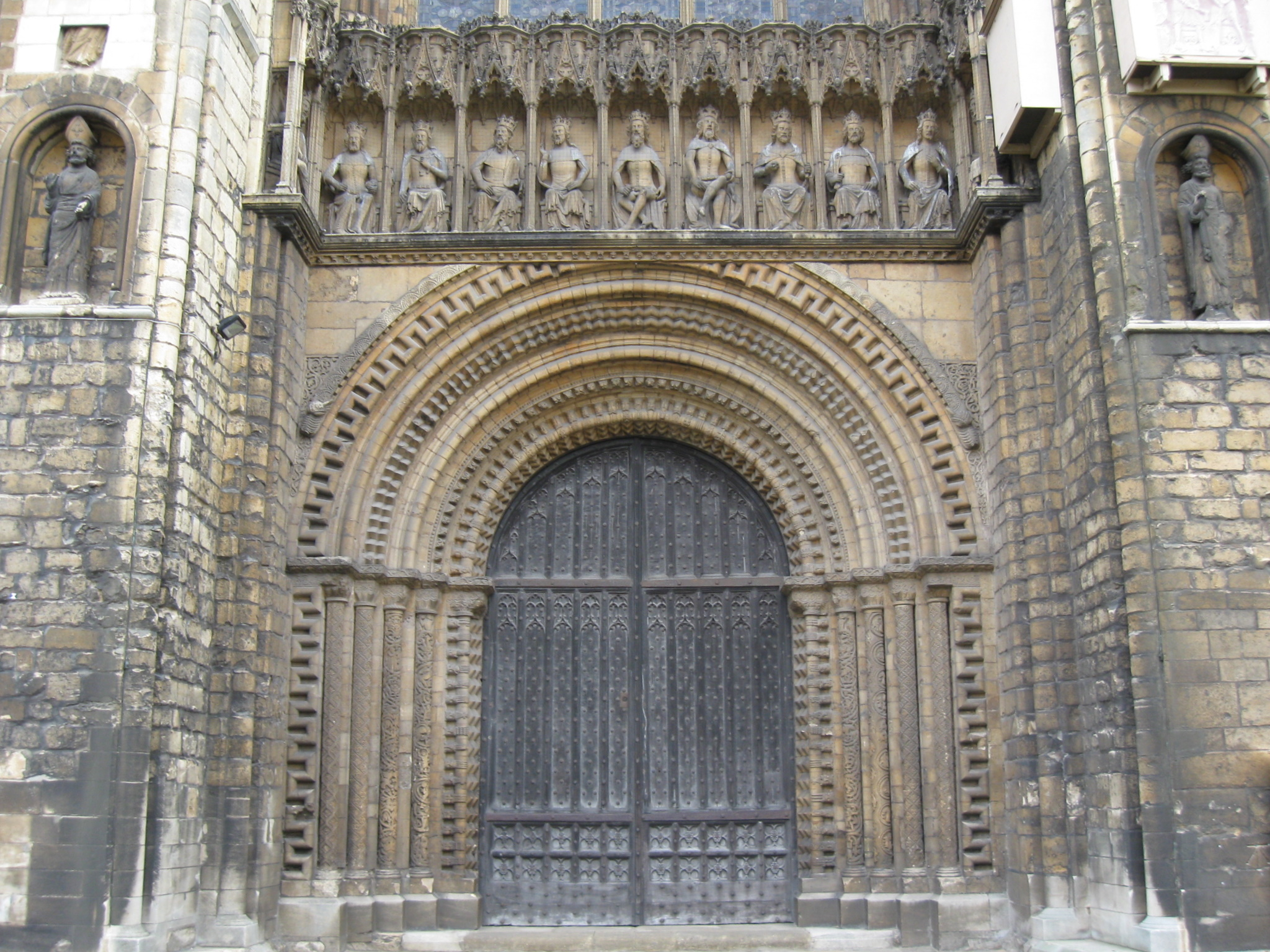
座堂正門

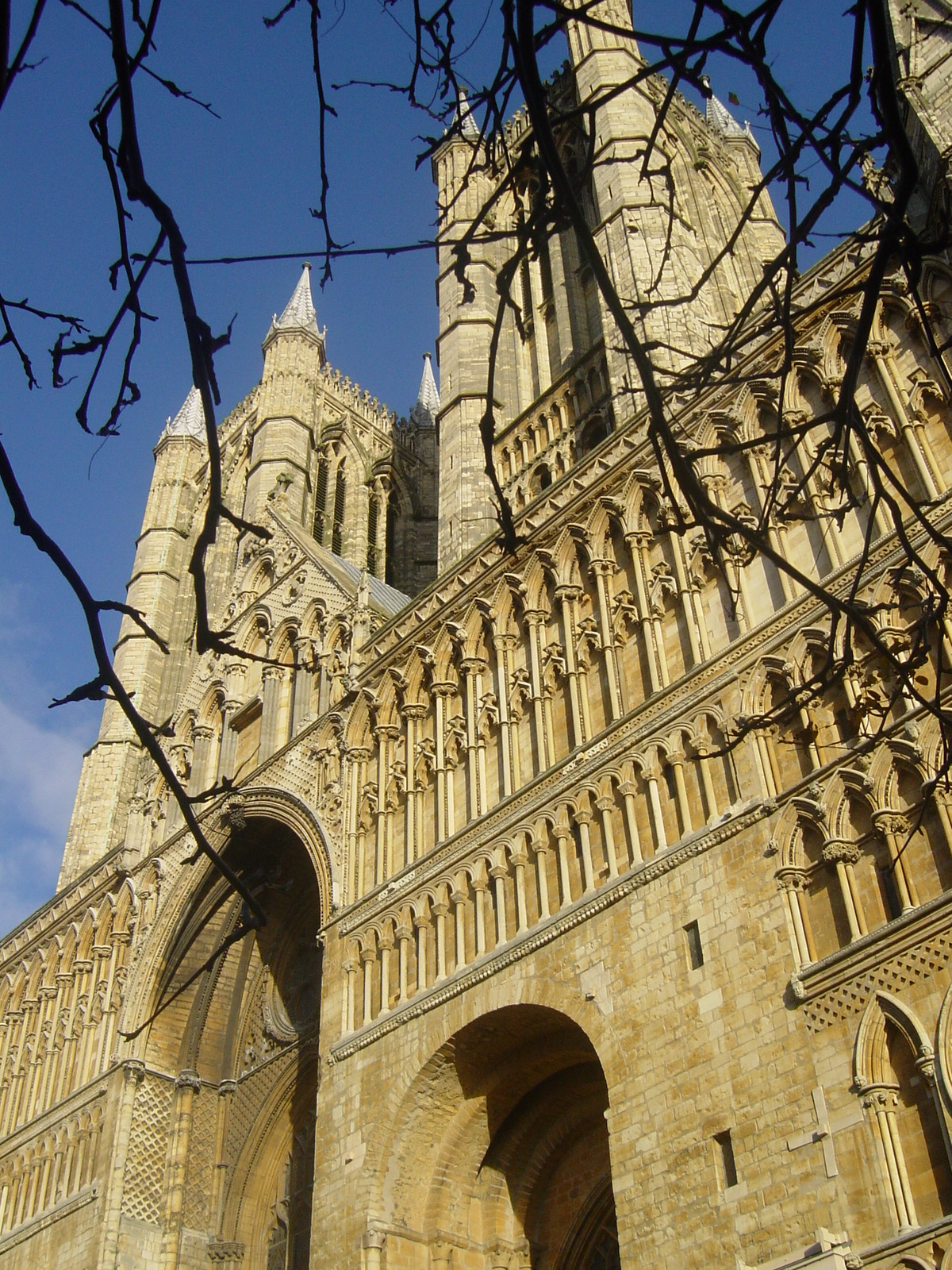
帶諾曼式建築風格的西立面

在加建了主任牧師之眼和其他主要的哥德式建築後，人們認為塔樓的支撐出現了一些問題，導致主塔於1237年倒塌。新塔很快動工興建，並於1255年向亨利三世請願，請求允許拆除部分城牆，以擴建座堂，包括重建中央塔樓和尖頂。他們用一個更大的東側建築取代了聖休時期建造的小型圓形小教堂。此舉是為了回應越來越多的朝聖者。
1290年，英格蘭金雀花王朝國王愛德華一世的首任王后卡斯蒂利亞的埃莉諾去世。愛德華一世決定為他的王后舉行隆重的葬禮。埃莉諾的遺體經過防腐處理（在13世紀，這需要取出內臟） ，其內臟被安葬在林肯座堂，愛德華一世在那裡安放了西敏寺墓穴的複製品。林肯座堂墓穴原有的石棺保存了下來；其肖像在17世紀被摧毀，取而代之的是19世紀的複製品。林肯座堂外部有兩尊引人注目的雕像，通常被認定為愛德華一世和埃莉諾王后，但這兩尊雕像在19世紀經過大規模修復，最初可能並非刻畫這對夫婦。
1307年至1311年間，中央塔樓被加高至現今的83公尺（271英尺）。西塔和座堂的正面也得到了改進和加高。當時，中央塔樓頂部有一座高大的鉛包木質尖頂，但在1548年的一場風暴中被吹倒。大約在1380年，西塔樓被加高至現今的高度。1420年，西塔樓頂部又加裝了鉛包木質尖頂，但到1807年，它們被拆除。據稱，加上尖頂，這座塔樓的高度達到了160公尺（525英尺），成為當時世界上最高的建築，儘管有學者對此表示懷疑。
當時座堂的其他增建包括精雕細琢的屏風、14世紀的慈悲座以及天使唱詩台。座堂的大部分牆面都飾有浮雕拱門，拱門前方還有第二層，營造出沿著牆面的通道錯覺。然而，這種錯覺並未奏效，因為石匠沒有將拱門的長度調整到達到錯覺所需的正確長度。
1398年，岡特的約翰和凱瑟琳·斯溫福德在座堂內建造了一間小禮拜堂，祈求靈魂的安寧。 15世紀，座堂的建築風格逐漸演變為小禮拜堂或紀念禮拜堂。天使唱詩廳旁的小禮拜堂採用垂直建築風格，強調強烈的垂直線條，這種風格至今仍保留在窗飾和牆板上。

### 大憲章
林肯主教休‧威爾斯（Hugh of Wells）是《大憲章》的簽署人之一，數百年來，座堂一直保存著《大憲章》原件僅存的四份副本之一，現在安全地陳列在林肯城堡。
1939年紐約世界博覽會期間，林肯座堂的《大憲章》原件在英國館展出。1941年3月，美國外交部提議將該原件贈予美國，理由包括「成千上萬的美國人排長隊等候探視」以及美國通過了《租借法案》。2009年，該原件被借給位於加州西米谷的罗纳德·里根总统图书馆。
另外還有三份副本存世：兩份在大英圖書館，一份在索爾茲伯里座堂。

### 小聖休
1255年8月，一名八歲男孩的屍體在林肯的一口井中被發現。他失蹤近一個月。此事引發了城中一場血祭誹謗，猶太人被指控綁架、折磨和謀殺了男孩。許多猶太人被捕，其中十八人被絞死。為了與林肯的聖休區分開來，該男孩被稱為「小聖休」 ，但他從未被封為聖徒。
這些事件也使座堂受益，因為休被視為殉道者，許多信徒來到這座城市和座堂緬懷他。傑弗里·喬叟在坎特伯雷故事集的《女修道院院長的故事》中提到了此事，並於1783年創作了一首民謠。 1955年，座堂內「小聖休」聖龕遺址附近豎立了一塊牌匾，譴責誣衊猶太社區的「基督教男孩被『儀式謀殺』的故事」。

## 特徵

### 林肯小惡魔

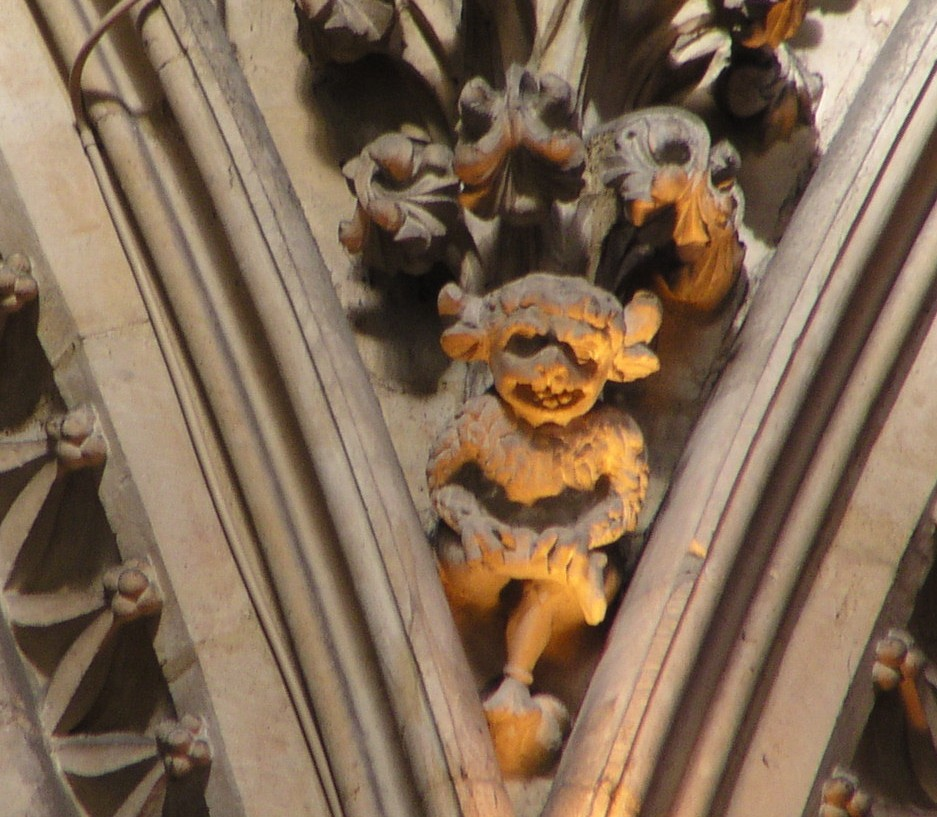
林肯小惡魔

天使唱詩班座位中有一尊雕刻名為「林肯小惡魔」。自 19 世紀末以來，它就成為了這座城市的象徵。這尊雕刻可追溯到 13 世紀，但直到 19 世紀末，它才引起人們的關注，當時它出現在阿諾德·弗羅斯特的詩歌《風之歌、魔鬼與林肯座堂》中。

### 雷恩圖書館
雷恩（Wren）圖書館收藏了超過 277 份珍貴手稿，其中包括林肯桑頓（Thornton）手稿中的十五世紀“桑頓浪漫史” 。

### 玫瑰窗

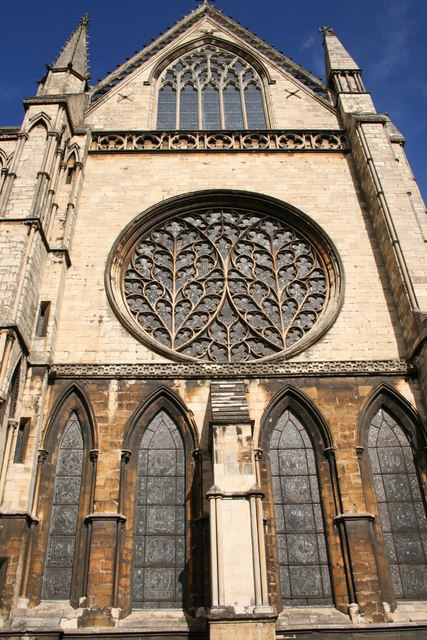
主教之眼玫瑰窗

林肯座堂擁有兩扇大型玫瑰窗，在英格蘭中世紀建築中極為罕見。座堂北側是“主任牧師之眼”，它保留了建築的原始結構；南側是“主教之眼”，很可能重建於 1325年至1350年左右。這扇南窗是中世紀建築中最大的曲線窗飾之一。曲線窗飾是一種以連續曲線為圖案的窗飾形式。這種形式通常用於尖拱和方形窗戶，因為這些形狀最容易實現，因此窗戶的圓形空間對設計師來說是一個獨特的挑戰。
一個解決方案是將圓形分割成更小的形狀，以便更輕鬆地設計和製作。窗戶內部繪製了曲線，形成了圓形的四個不同區域。這使得圓形內用於裝飾窗飾的空間更小，也更易於操作。這扇窗戶的獨特之處在於，窗飾的焦點從圓心移到了其他區域。由於許多相同的原因，窗戶的玻璃安裝與窗飾一樣困難；因此，設計師減少了窗戶內的圖像數量。
當時大多數座堂的窗戶上都繪有色彩繽紛的聖經圖像；然而，林肯座堂的窗戶上卻只有寥寥數幅。窗戶上可見的聖人包括聖保羅、聖安德魯和聖雅各。

### 拱頂

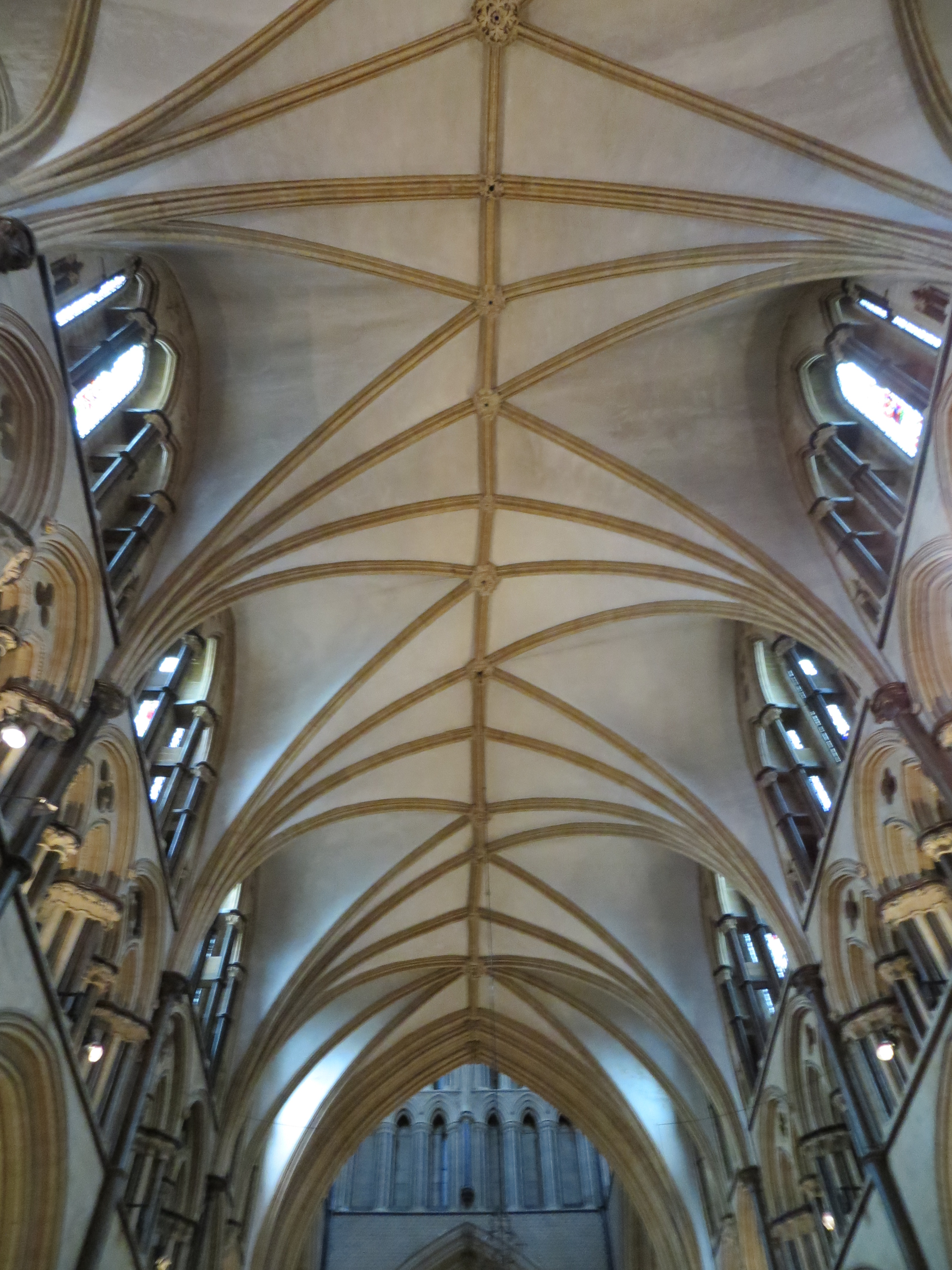
林肯座堂「瘋狂的拱頂」

林肯座堂的主要建築特色之一是拱頂。據說座堂內各式各樣的拱頂既是原創的，也是實驗性的。它們展示了林肯座堂的實驗性特徵。中殿、側廊、唱詩廳和小聖堂的拱頂各不相同。北側側廊有一條連續的脊肋，帶有一個忽略了開間的規則拱廊。南側側廊有一條不連續的脊肋，突出了每個開間。西北聖堂有四個部分拱頂，南聖堂的拱頂源自中央支撐柱。六部分拱頂的使用允許更多自然光通過位於每個開間內的天窗進入座堂。
聖休唱詩廳上方擁有一系列不對稱的拱頂，這些拱頂看起來幾乎是一條對角線，由拱頂一側的兩條肋拱構成，而另一側則只有一條肋拱。這種圖案劃分了拱頂和開間的空間，並將重點放在開間上。
分會堂是一座十邊形建築，中央有一根柱子，柱子上伸出二十根肋拱，形成了一個獨特的拱頂。
林肯座堂的每個區域都可以透過其獨特的拱頂來識別。每個拱頂，或者說每個拱頂的變體，都是獨一無二的。這些拱頂的設計歸功於法國諾曼第石匠大師杰弗裡·德·努埃耶（Geoffrey de Noiers）。德·努埃耶的繼任者是石匠亞歷山大（Alexander the Mason），他設計了中殿更為精緻但對稱的三層拱頂、交叉拱頂、加利利門廊以及西立面的屏風。

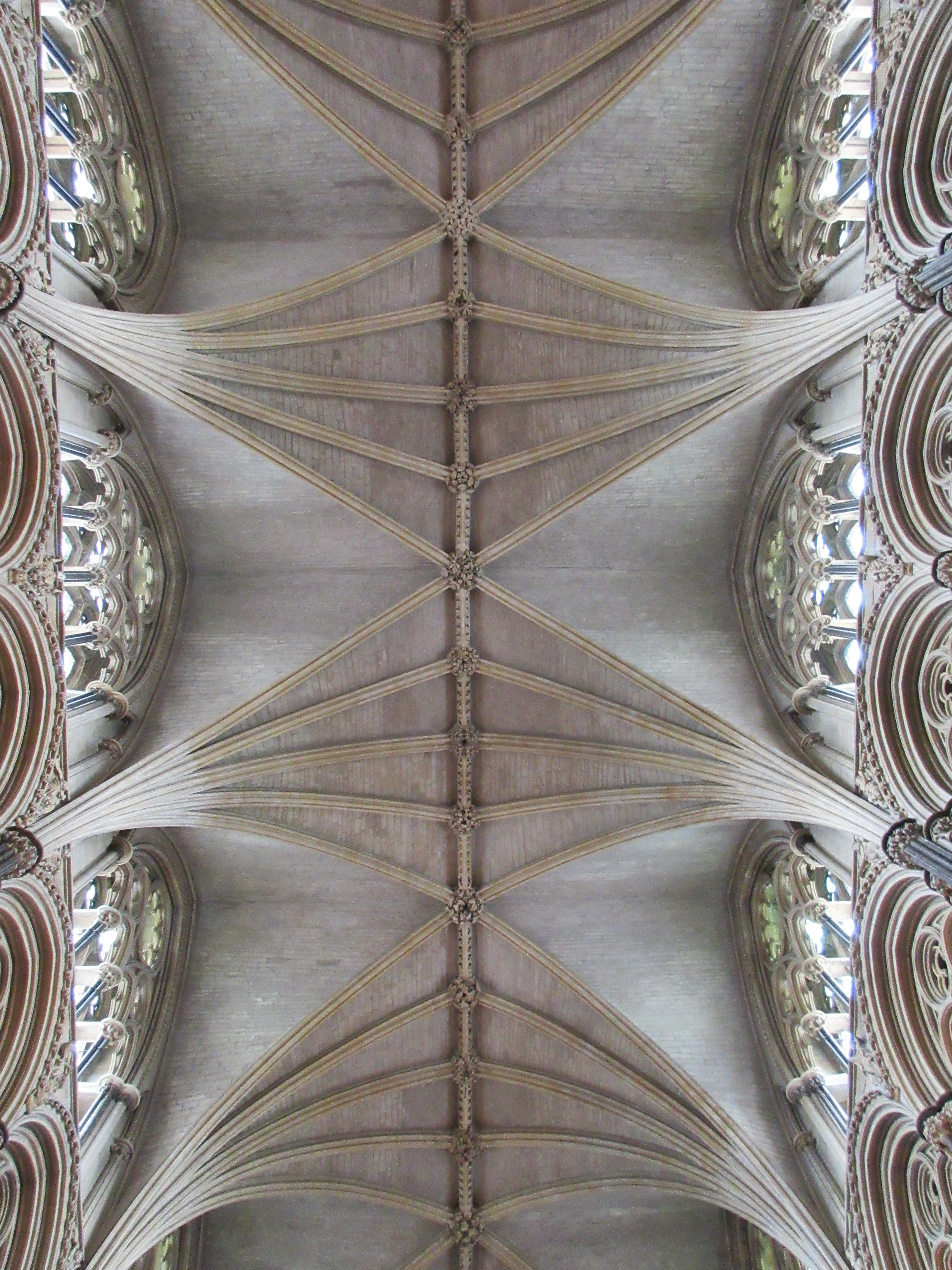
天使唱詩廳的拱頂
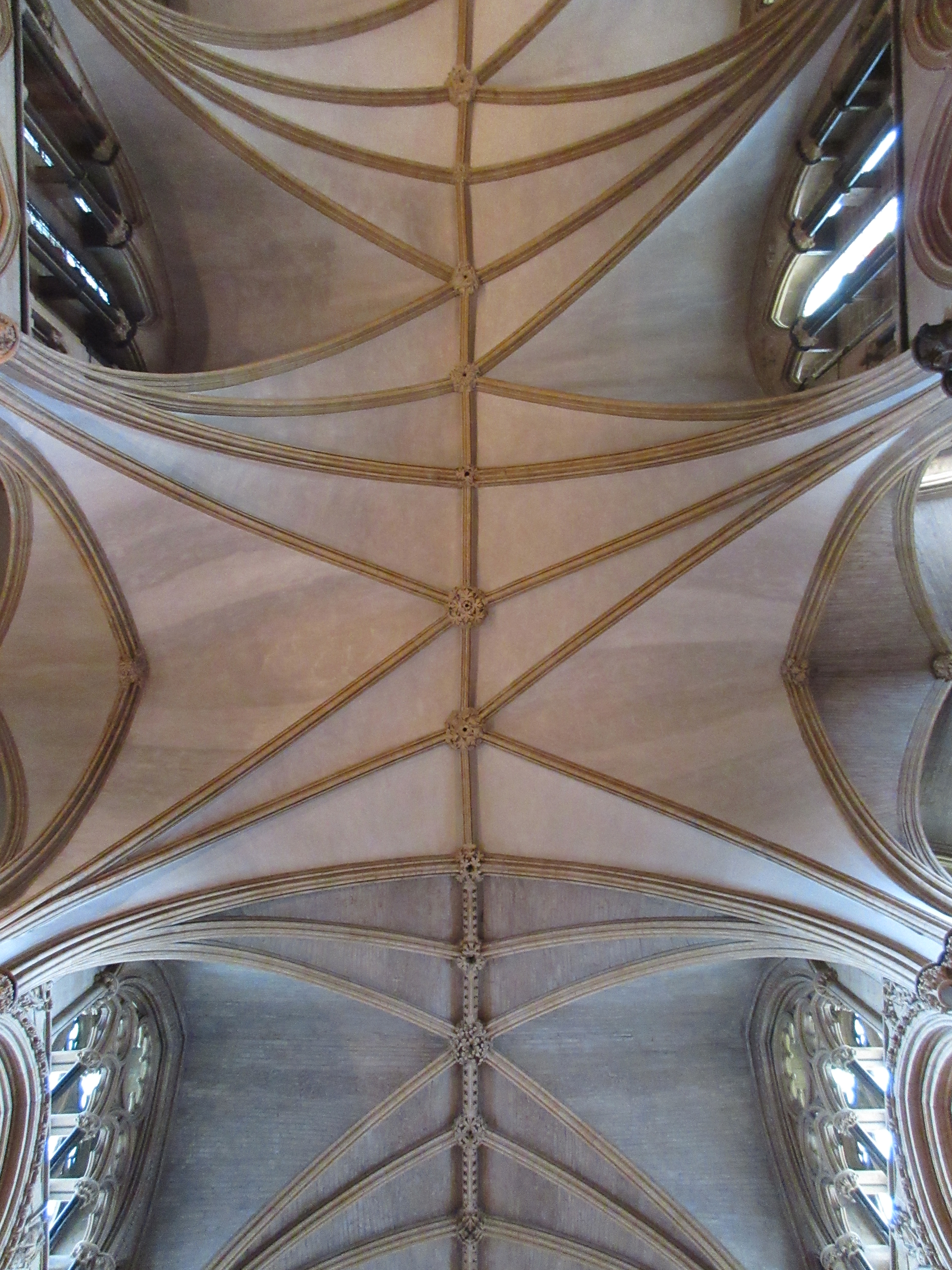
兩個次橫廳中間的拱頂
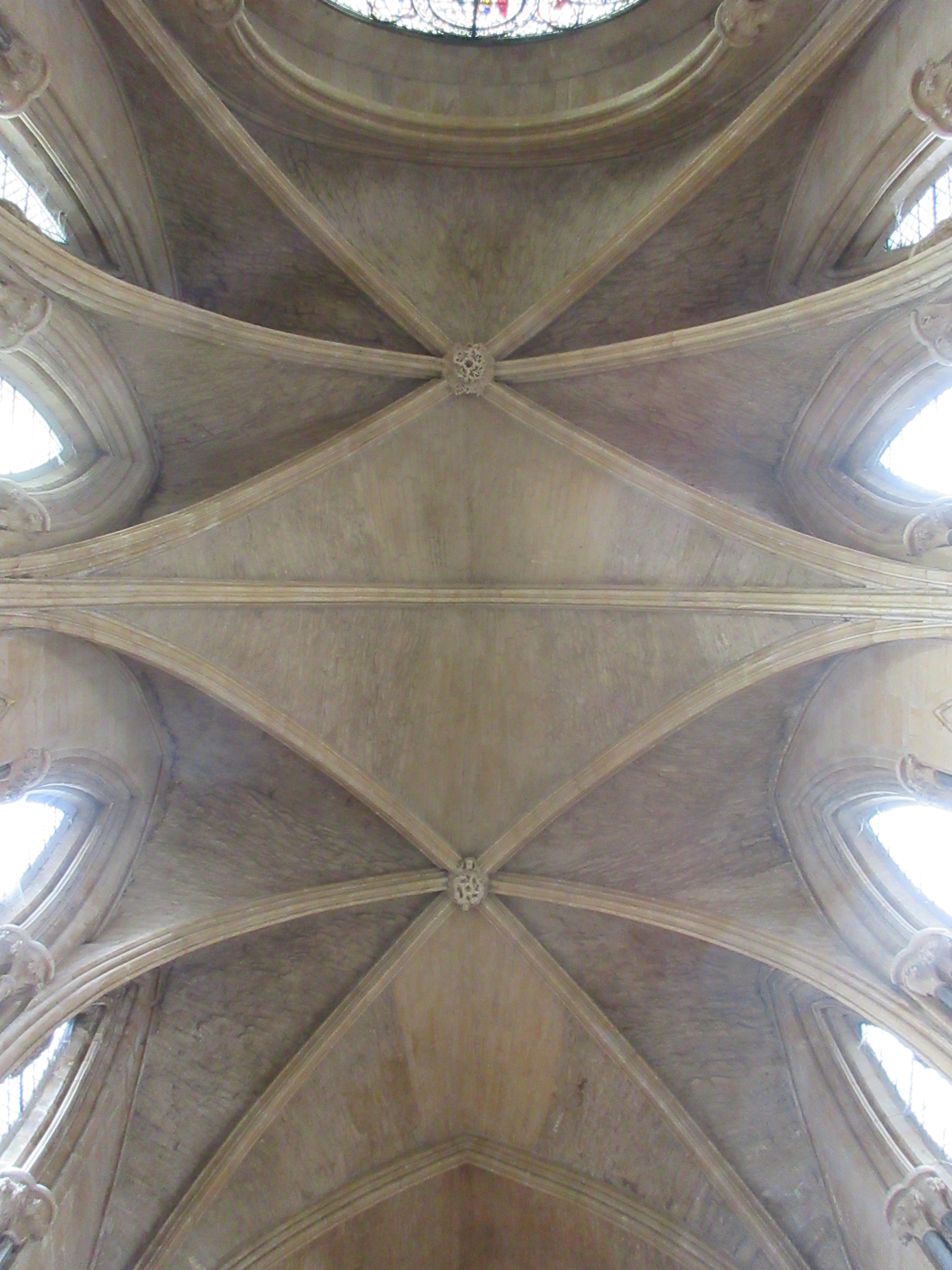
分會堂入口處的拱頂
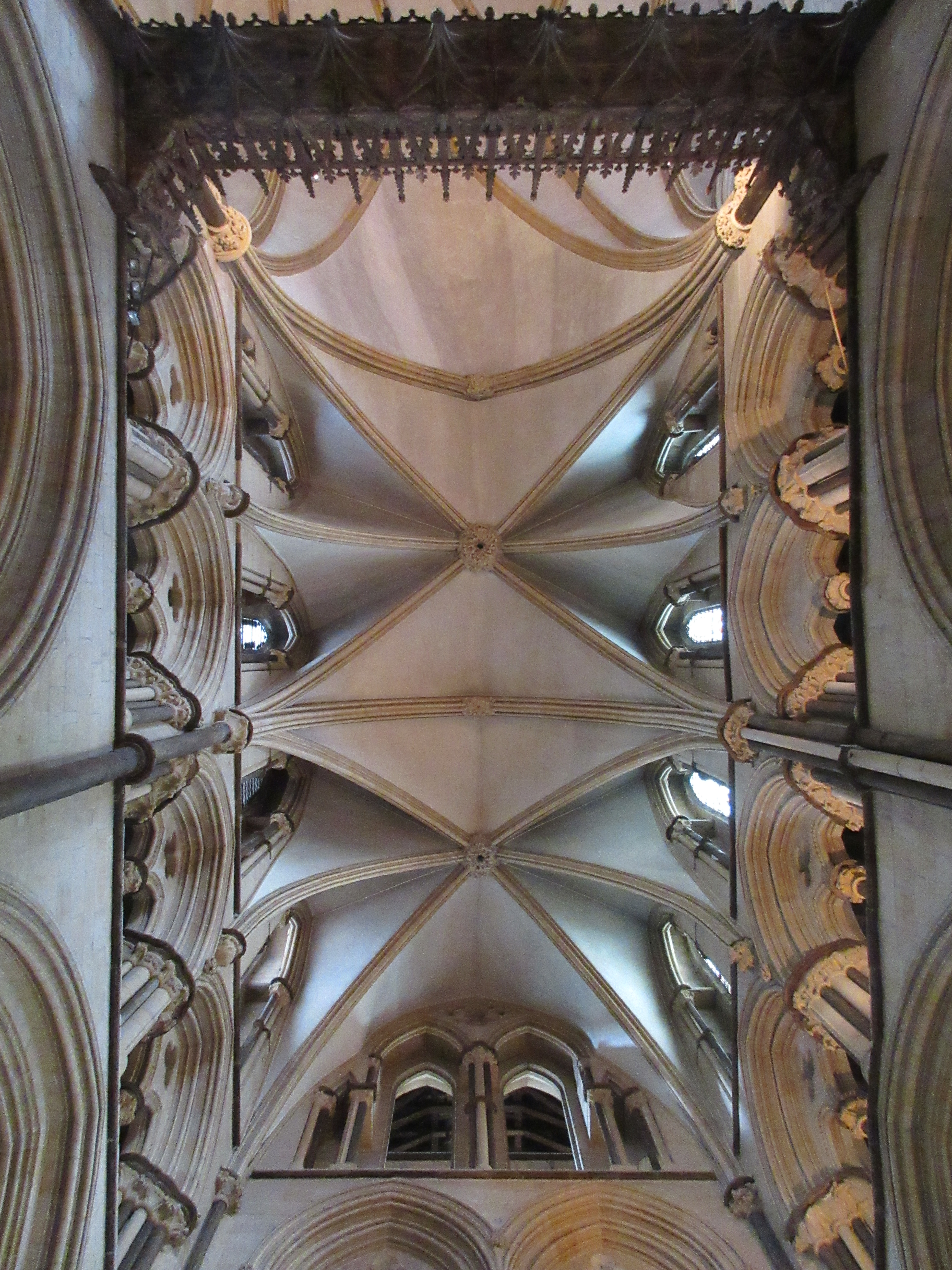
次橫廳的拱頂
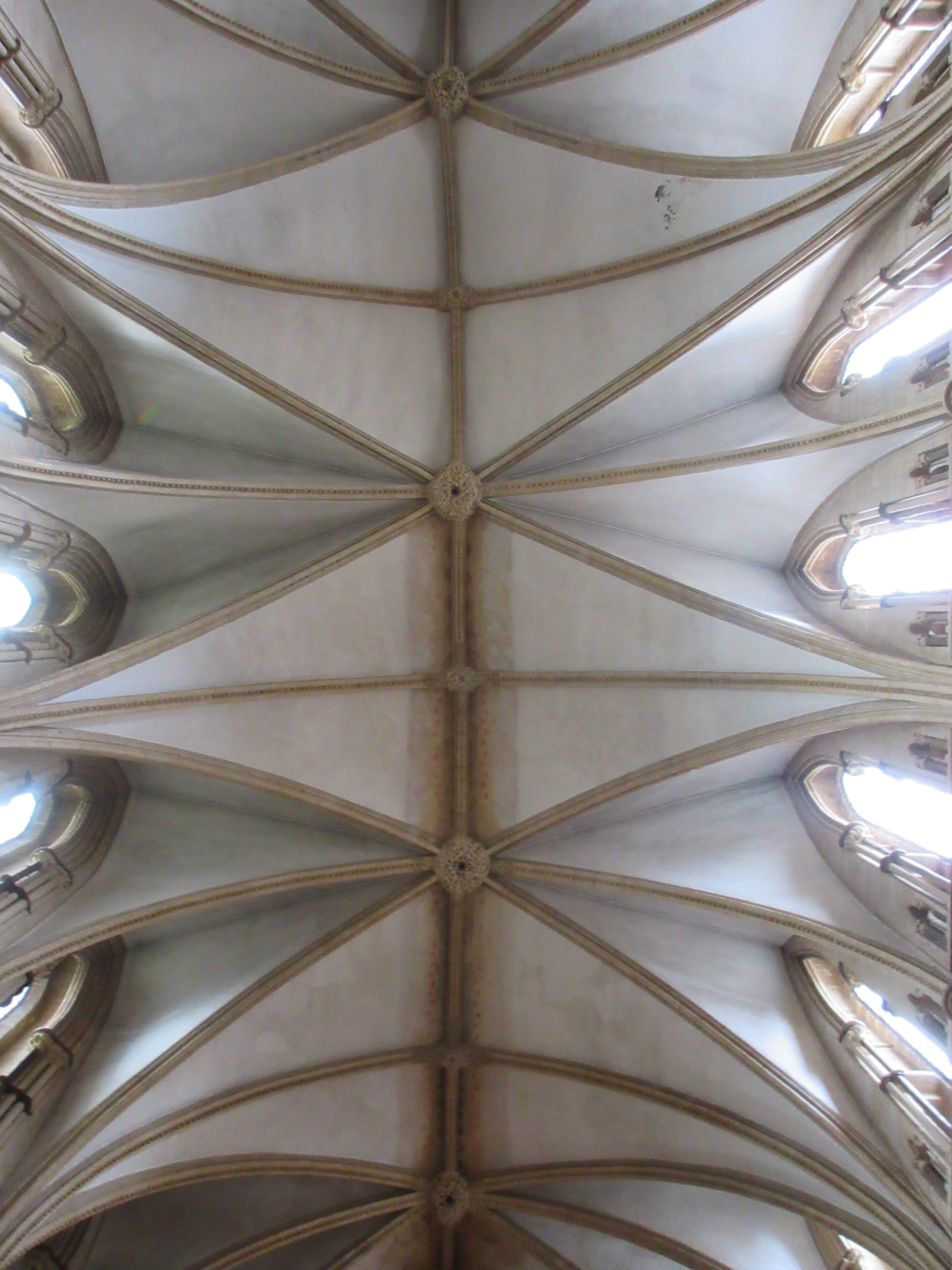
主橫廳的拱頂
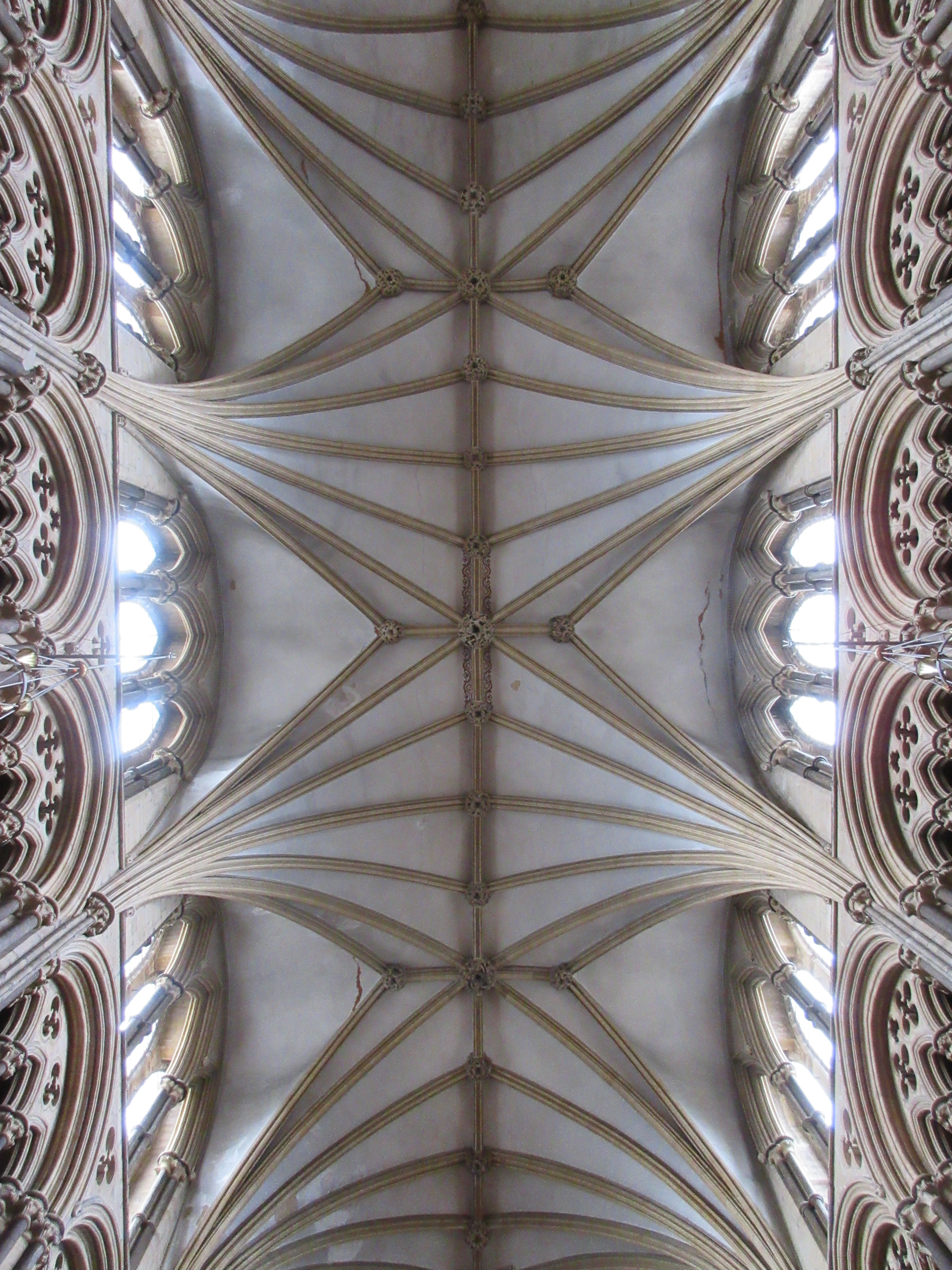
中殿拱頂

### 塔鐘

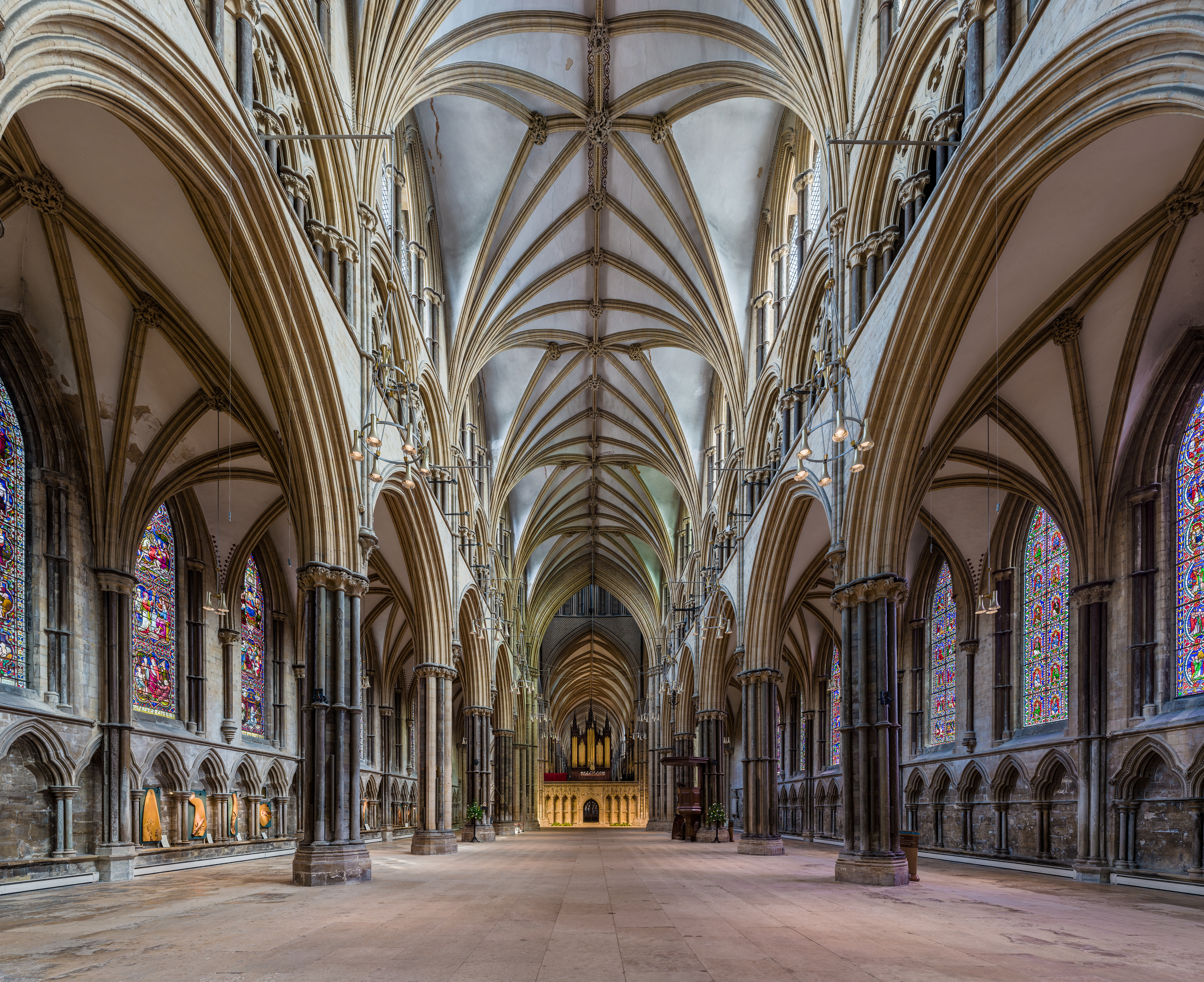
中殿

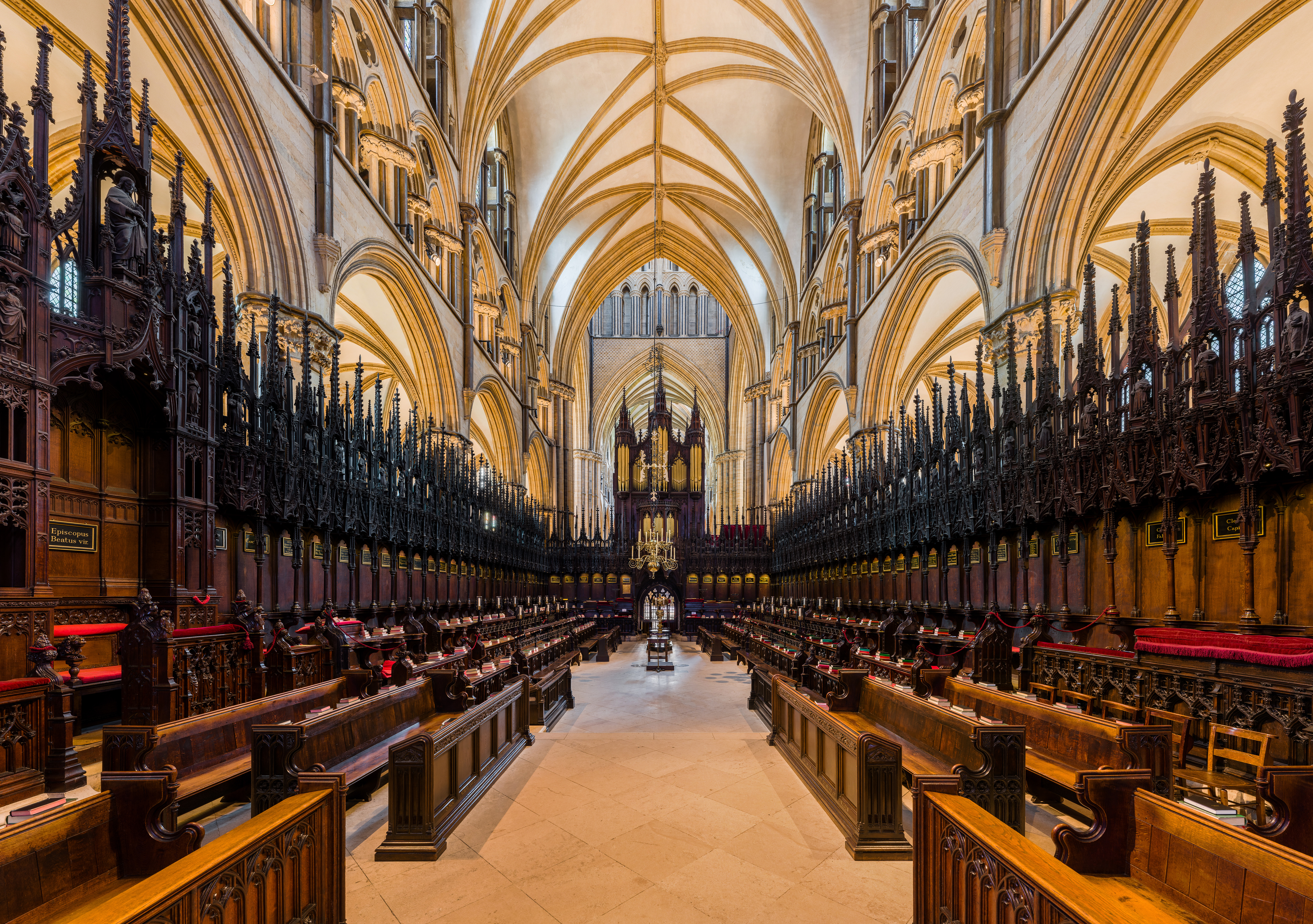
唱詩班座位

1775 年，西北塔樓安裝了一座由約翰·思韋特（John Thwaite）設計的鐘。後來，本傑明·沃利亞米（Benjamin Vulliamy）對它進行了改進，並於 1835 年左右將它移至寬塔。 1880 年，利茲的波茲父子公司（Potts and Sons of Leeds）在御用大律師埃德蒙·貝克特的指導下，建造了一座新鐘，取代了舊鐘。劍橋鐘聲是新鐘的一大特色。新鐘採用貝克特設計的雙三腿重力擒縱機構，重約 4 長噸（4.5 短噸），驅動砝碼重 1.5 長噸（1.7 短噸），由 270 英尺（82 公尺）長的鋼絲繩懸掛，擺錘重 2 長英式（100 公斤）。振頻為 1.5 秒。
時錘重 224 磅（102 公斤），敲擊大湯姆鐘。引人注目的火車每天都需要上鍊，手動上鍊需要 20 分鐘。行駛中的火車每週需要繞行兩次。時脈裝置上刻有 Quod bene vortat Deus Opt 字樣。 Max.，Consiliis Edmundi Beckett，Baronetti，LL.D.，Opera Gul。 Potts et Filiorum、civium Leodiensium、Sumptibus Decani et Capituli、Novum in Turri positum est Horologium、AD MDCCCLXXX。

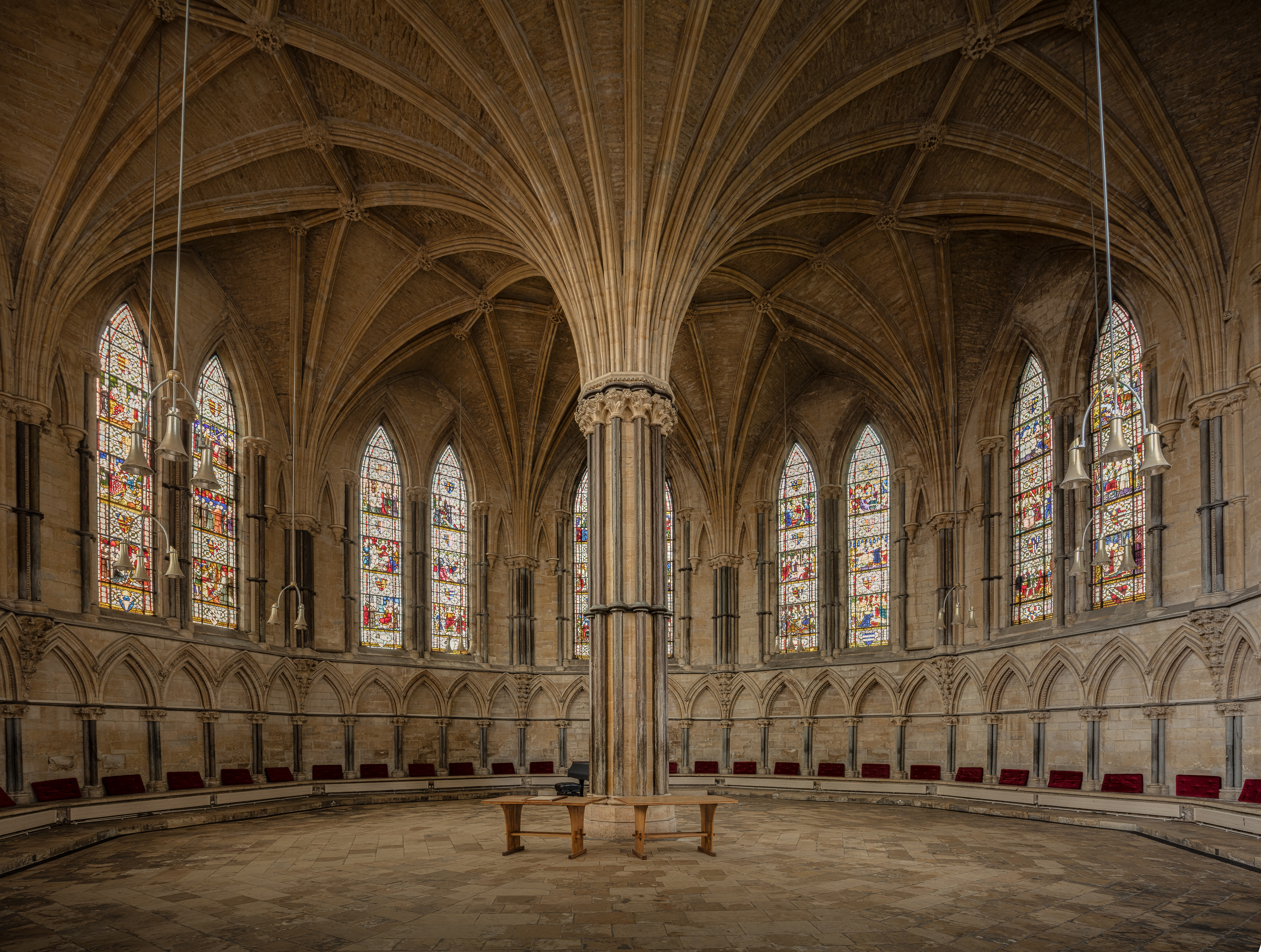
分會堂

### 鐘

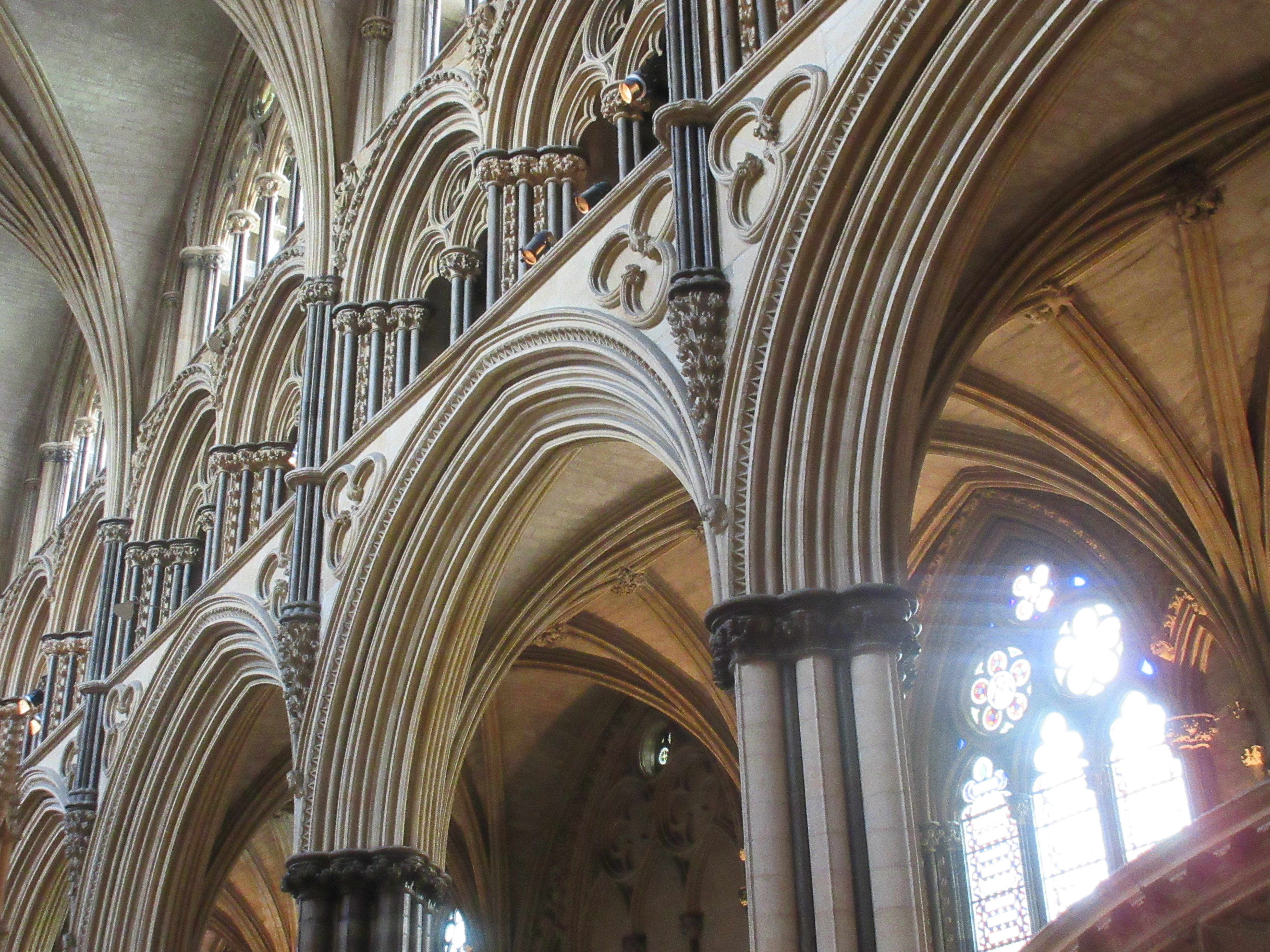
天使唱詩廳上方的紋理

座堂西南塔樓內有13口精美的鐘，全部由拉夫堡的約翰·泰勒公司鑄造。後面的8口鐘鑄於1913年，1927年新增了4口高音鐘。 1948年，為使中間的8口鐘能夠鳴響，增加了一個降六度音程。高音鐘重5英擔0夸脫2磅（281公斤），次中音鐘重23英擔3誇脫2磅（1,217公斤），鳴D調（標稱頻率600赫茲）。鐘聲從塔樓西側正上方的部分敲響，鐘室除一側外，其餘三面均有窗戶。鐘本身懸掛在百葉窗下方，以盡量減少塔樓的晃動。

## 近代史

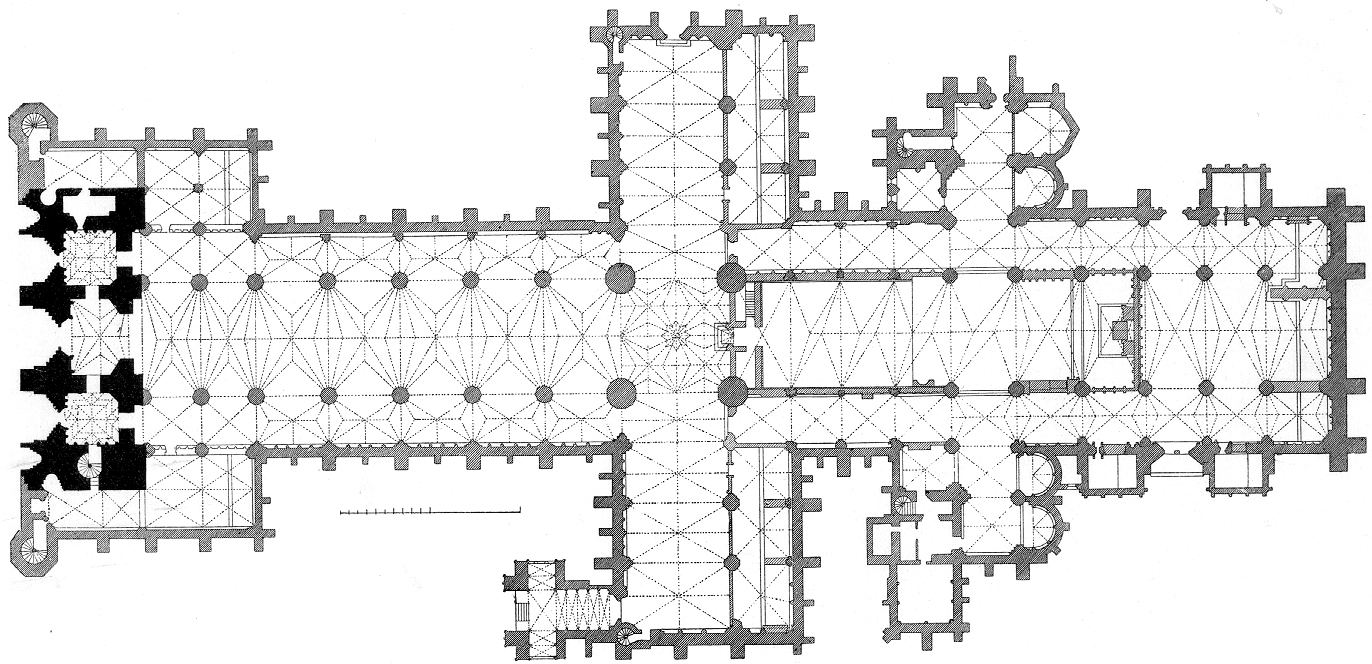
座堂平面圖

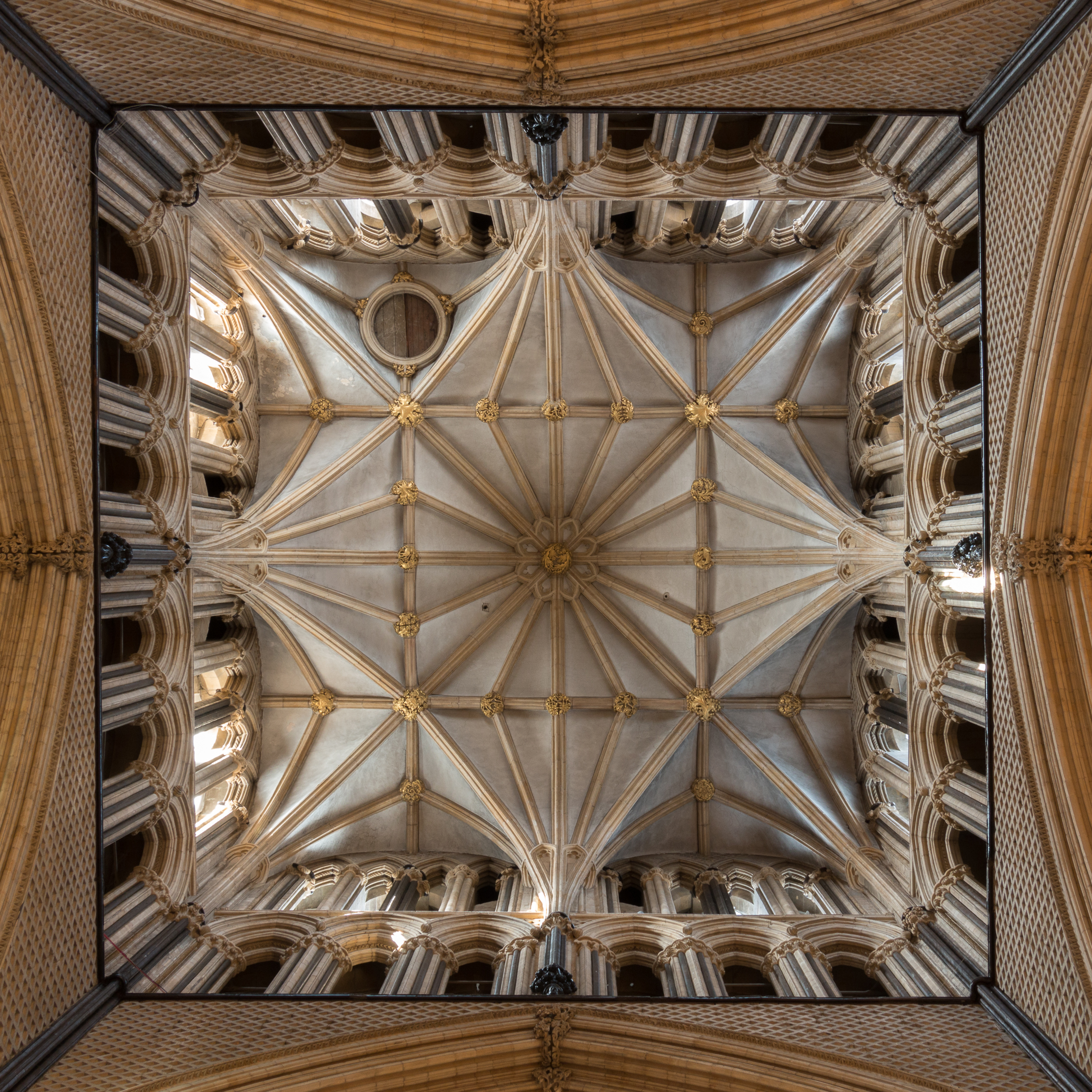
塔間拱頂內部景觀

### 戰時歷史
二戰後期，技藝精湛的英國皇家空軍飛行員、後來成為英國黑人民權領袖的比利·斯特拉坎（Billy Strachan）差點駕駛飛機撞上林肯座堂。斯特拉坎認為這次經歷結束了他的飛行生涯，因為他發現自己在心理上已經無法繼續執行戰鬥任務。
二戰期間，林肯郡擁有多處英國皇家空軍轟炸機司令部機場，因此得名「轟炸機之鄉」。附近沃丁頓皇家空軍基地站的站徽上，林肯座堂拔地而起，矗立在雲霄之中。在2012年英國皇家空軍轟炸機司令部紀念碑開放之前，這座座堂是英國唯一一座為紀念轟炸機司令部在二戰中慘重損失機組人員而建的紀念碑。
戰爭期間，「珍貴的英國寶藏」被放置在座堂地下 60 英尺的一個房間裡保管。這不包括座堂的《大憲章》副本，因為它當時被借給了美國。

### 21世紀

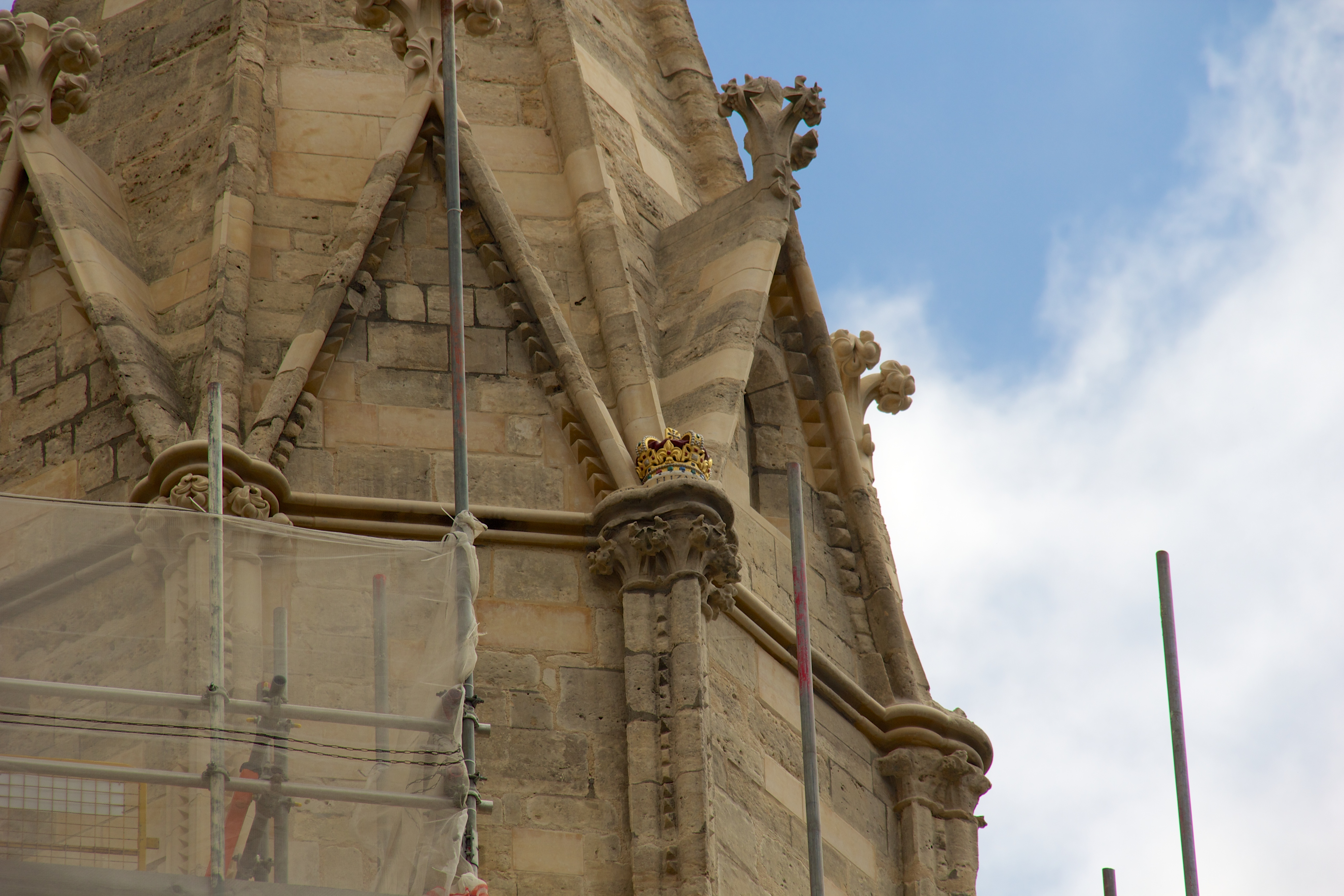
其中一座塔樓上安裝著一頂鍍金皇冠

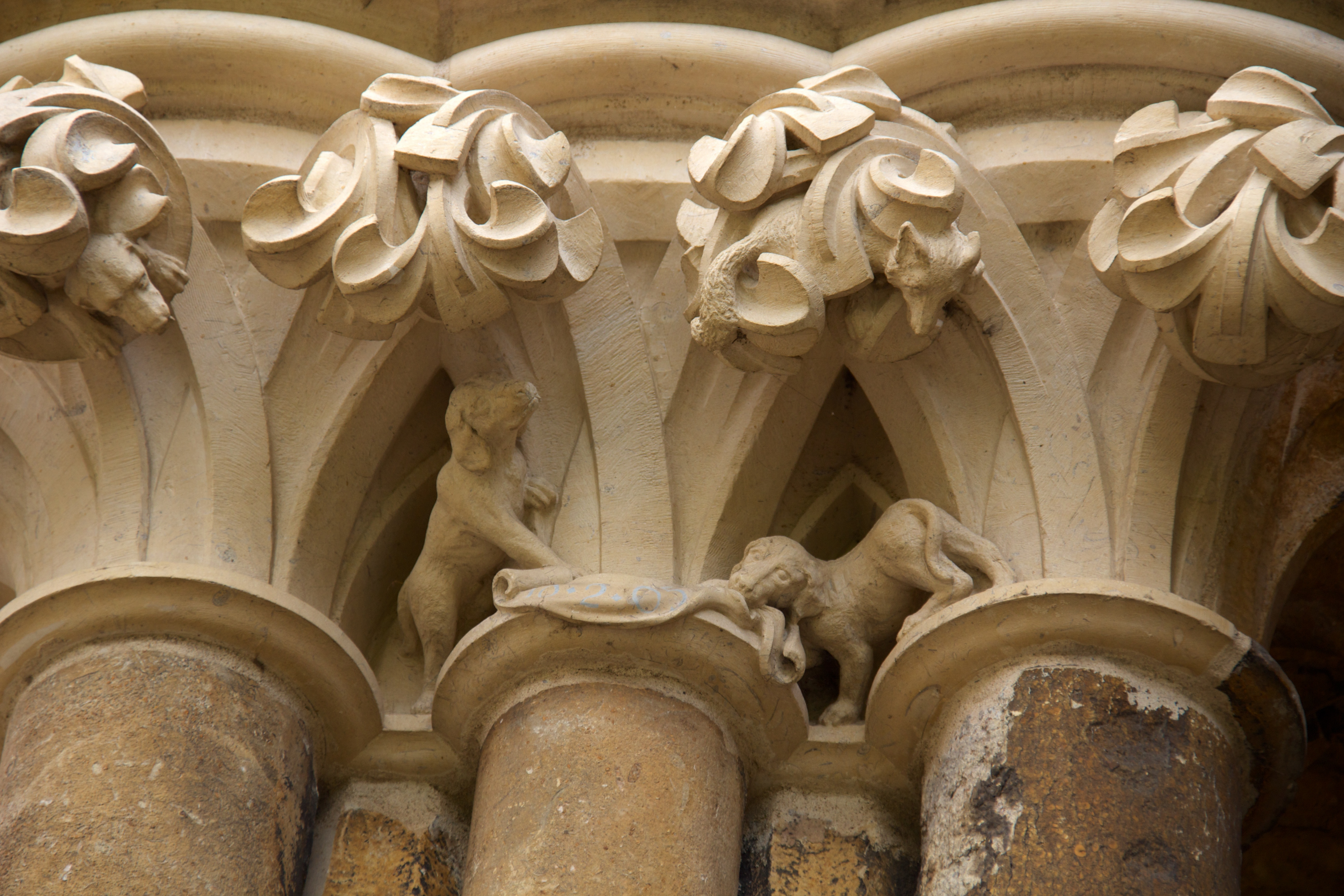
紀念狐狸狩獵結束的石雕－可以看到一隻狐狸躲在樹葉中。

2000 年對西面進行了大規模整修。人們發現東端的飛扶壁不再與相鄰的石雕相連，因此進行了修復以防止倒塌。此外，橫廳的主任牧師之眼窗戶的石雕已經碎裂，這意味著必須根據國際古蹟遺址理事會制定的保護標準對窗戶進行徹底重建。當發現石雕只需移動 5 毫米（0.20 英吋）整個窗戶就會倒塌時，人們非常焦慮。專業工程師拆除了窗戶的窗飾，然後安裝了一個更堅固、更穩定的替代品。此外，原來的彩色玻璃也被清洗乾淨，並安裝在新的透明等溫玻璃後面，可以更好地抵禦風雨。到 2006 年 4 月，整修工程完工，耗資 200 萬英鎊。
2020年1月宣布，自2016年以來，考古學家在翻修期間發現了50多座墓葬，其中包括一位有聖杯和聖盤隨葬的牧師。在出土的文物中，有一枚描繪懺悔者愛德華（1042年至1066年在位）的硬幣。在挖掘過程中，也發現了一些裝飾華麗的羅馬建築的部分殘骸和相關文物。一些羅馬、中世紀和撒克遜文物將在遊客中心展出，該中心預計將於2020年稍後開放。2022年，林肯座堂西立面的鷹架在長達36年後被拆除。
座堂的維護費用每年為 586 萬英鎊（截至 2016 年）。2006 年至 2009 年間，每年有 20 萬至 20.8 萬人參觀林肯座堂。 2010 年，這一數字下降到 15 萬人，使其成為東密德蘭第 16 大遊客最多的景點。遊客數量的下降歸因於當年林肯聖誕市集遭到取消。
座堂官網寫道：「任何人都可以免費進入，欣賞中殿的輝煌；您可以靜靜地坐在晨間禮拜堂，或逛逛商店。如果您想進一步探索，我們需要您付費。」座堂提供座堂、塔樓和屋頂的遊覽服務。其旺季的亮點是林肯聖誕市場，每年都會上演亨德爾的 《彌賽亞》。

### 座堂石
林肯座堂是英國為數不多的用其所矗立的岩石建造的座堂之一。它主要由林肯郡的石灰石建成。自 1876 年以來，座堂一直擁有位於林肯北部的採石場。截至 2016 年，該採石場預計將在 2021 年耗盡石材。座堂的石匠每年要使用超過 100 噸的石材進行維護和修繕。

## 主任牧師和分會
- 座堂主任牧師 - 西蒙·瓊斯（Simon Jones）
- 領唱 – 尼克·布朗（Nick Brown，自 2020 年 12 月就職；自 2021 年 1 月起兼任副任牧師）[53]
- 教長 - 空缺
- 副教長 – 空缺
- 常駐教士 - 大衛·達茲韋爾（David Dadswell）

## 音樂

### 合唱團與管風琴演奏家

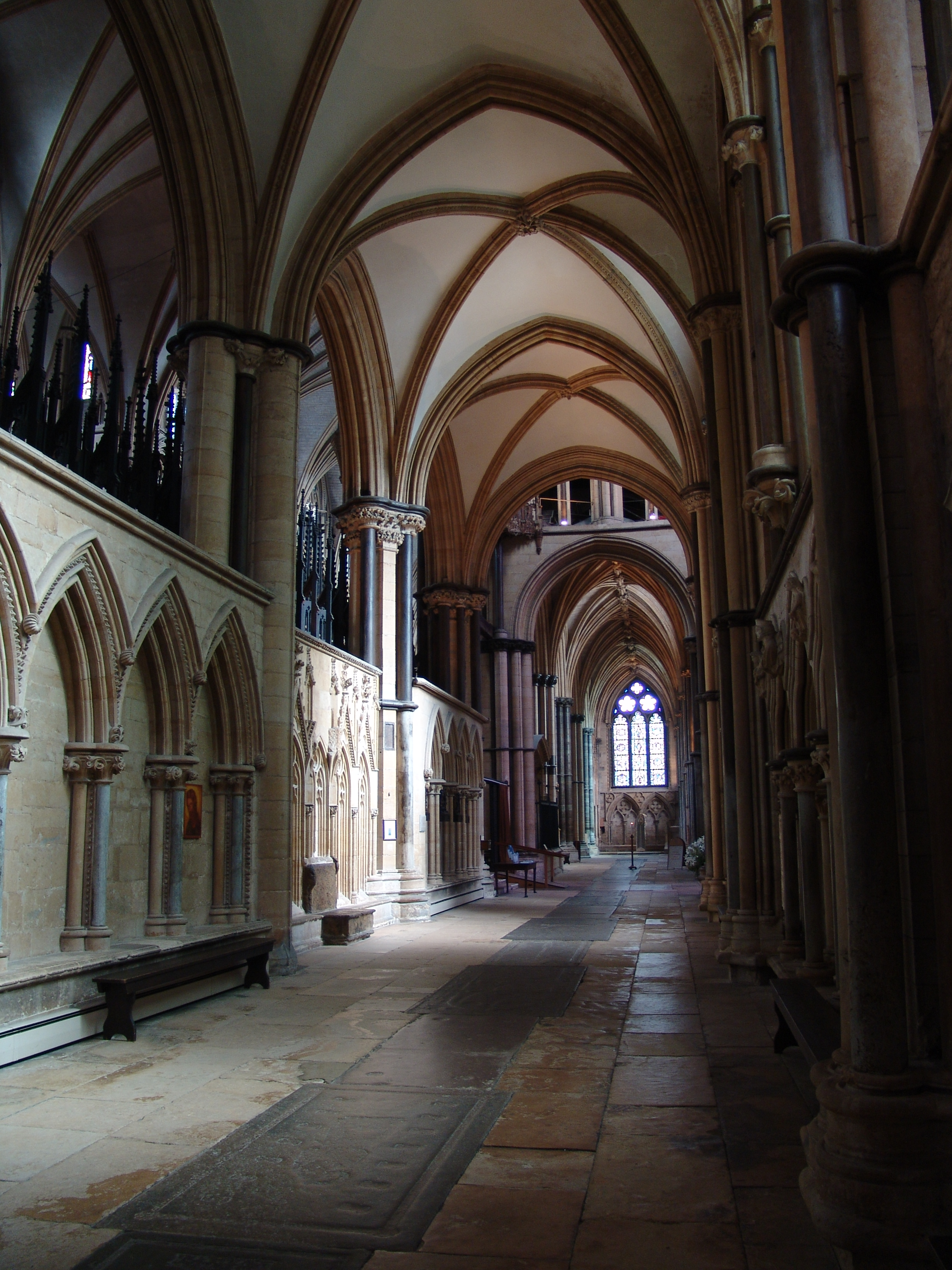
座堂東端的走道

唱詩班目前由成年歌手（他們要麼是平信徒牧師，要麼是合唱學者）以及大約20名女孩和20名男孩組成的團隊組成。座堂於1995年起接納了女性唱詩班成員。林肯座堂是英國第二座設立獨立女童唱詩班的座堂（繼索爾茲伯里座堂之後），並且仍然是少數為男女學生提供相同音樂機會和每周同等演唱任務的座堂之一。唱詩班成員現在可以就讀任何學校，目前來自十多所當地學校。
唱詩班指揮（音樂總監）是阿里克‧普倫蒂斯 (Aric Prentice)，他指揮男童合唱團；座堂管風琴師兼音樂助理總監是傑弗瑞‧馬金森 (Jeffrey Makinson)，他指揮女童合唱團。榮譽管風琴師是科林·沃爾什 (Colin Walsh)，他曾任管風琴師兼唱詩班指揮，後來晉升為桂冠管風琴師。
林肯座堂管風琴師的記錄可以追溯到1439年約翰·英格爾頓（John Ingleton）擔任該職位時。著名的管風琴師包括文藝復興時期的作曲家威廉·伯德和約翰·雷丁，以及費利克斯·孟德爾頌的傳記作者威廉·托馬斯·弗里曼特爾（William Thomas Freemantle）。

### 管風琴
座堂管風琴是亨利·威利斯（Henry Willis）的最佳代表作之一，也是他生前設計的最後一部管風琴，製作於 1898 年。威利斯於 1885 年完成了設計，但由於資金短缺，建造和安裝工作推遲了。 1898 年，工程師、後來擔任 Clayton & Shuttleworth 工程公司董事長的阿爾弗雷德·沙特爾沃思捐贈了 1,000 英鎊（相當於 2023 年的 660,000 英鎊），這才使得建造成為可能。這筆捐款，加上其他私人捐贈和公眾捐款，使得工程得以推進。 1898年 11 月 17 日聖休日，這架管風琴在一場有 4,700 人參加的儀式上落成。威利斯原本打算用電力驅動這架管風琴，這是英國座堂中第一架以這種方式供電的管風琴。由於布雷福德碼頭發電廠尚未完工 ，人力動力由林肯郡團的步兵提供。
該管風琴曾於1960年和1998年修復兩次，兩次修復工作均由哈里森和哈里森公司負責。它是英國座堂中僅有的兩架保留原始音色的威利斯管風琴之一。此管風琴的規格已列入英國國家管風琴名錄。

## 墓葬
- 雷米吉烏斯·德·費康（Remigius de Fécamp），林肯主教（1072-92）——開始建造林肯座堂，該教堂於 1092 年（他去世兩天后）舉行落成典禮
- 羅伯特·布洛特（Robert Bloet），英格蘭大法官和林肯主教（1093–1123）
- 羅伯特·德·切斯尼（Robert de Chesney），林肯主教（1148-1166？）
- 休，林肯主教（1186–1200）和聖人
- 威廉·德·布盧瓦（William de Blois），林肯主教（1203–06）
- 韋爾斯的休（Hugh of Wells），林肯主教（1209–35）
- 羅伯特·格羅斯泰斯特，英國政治家、經院哲學家、神學家、林肯主教（1235-53）
- 卡斯蒂利亞的埃莉諾，愛德華一世國王的妻子，於 1290 年在林肯去世，天使唱詩班座位中豎立了巨大的完整肖像和飾有心臟和內臟的墓碑
- 凱瑟琳·斯溫福德，蘭開斯特公爵夫人（1350-1403），第一代蘭開斯特公爵岡特的約翰（英格蘭國王愛德華三世之子）的妻子
- 瓊·博福特（Joan Beaufort），威斯摩蘭伯爵夫人（1379-1440），第一代威斯摩蘭伯爵拉爾夫·內維爾之妻，蘭開斯特公爵和公爵夫人之女
- 菲利普·雷平頓（Philip Repyngdon），林肯主教（1405-20）和紅衣主教
- 約翰·羅素（John Russell），英格蘭掌璽大臣、大法官和林肯主教（1480–94）
- 威廉史密斯（William Smyth），林肯主教（1496–1514）
- 第一代從男爵愛德華·萊克爵士（Sir Edward Lake, 1st Baronet，1600-1674）。生於林肯郡泰特尼。曾任律師，保皇黨成員，在第一次英格蘭內戰中身負重傷。 1674年7月18日逝世於林肯郡諾頓主教區。 1674年7月20日葬於座堂。
- 約翰·菲特利（John Featley），查理一世的隨行神職人員
- 塞繆爾·富勒（Samuel Fuller，1635–1700），林肯教務長
- 威廉·富勒（William Fuller），林肯主教（1667–75）
- 理查德·凱伊爵士，第六代從男爵（Sir Richard Kaye, 6th Baronet，1736-1809）林肯教長
- 威廉·希爾頓RA（William Hilton，1786–1839）藝術家
- 克里斯托弗·華茲華斯（Christopher Wordsworth）主教（1807–1885）林肯主教
- 威廉·約翰·巴特勒（William John Butler），林肯教長
- 愛德華·金（Edward King，1829-1910），牛津大學牧靈神學欽定教授，基督教會教士，1885-1910年任林肯主教。葬於林肯座堂迴廊，其銅像由威廉·布萊克·里士滿爵士創作。
- 哈里·克魯克山克（Harry Crookshank，1893-1961），曾任衛生大臣及下議院領袖

## 其他紀念碑
- 空軍副元帥愛德華·亞瑟·貝克頓·賴斯爵士（Edward Arthur Beckton Rice，1948年去世）[58]
- 查爾斯·威爾默·福斯特牧師（Charles Wilmer Foster，1866-1935），歷史學家
- 韋爾伯·麥卡錫（Welbore MacCarthy，1840–1925），格蘭瑟姆主教
- 紐金特·希克斯（Nugent Hicks，1872-1942），曾先後就任直布羅陀主教及林肯主教

## 在文學和媒體領域

### 文學
萊蒂蒂亞·伊麗莎白·蘭登（Letitia Elizabeth Landon）為托馬斯·阿洛姆（Thomas Allom）的一幅畫作繪製了一幅充滿詩意的插圖——林肯座堂。她評論說，其哥德式窗飾的靈感源自於「老橡樹的拱門」。這幅插圖發表在1837年的《費雪客廳剪貼簿》（Fisher's Drawing Room Scrap Book）。

### 媒體
林肯座堂是電影《達文西密碼》（根據同名書籍改編）的拍攝地。拍攝主要在座堂的迴廊和分會堂內進行 ，並且是一個封閉的場景。由於西敏寺拒絕允許拍攝，座堂承擔了西敏寺的角色。儘管有人抗議拍攝，但拍攝還是在 2005 年 8 月底完成。為了使林肯座堂分會堂看起來與西敏寺分會堂相似，在現有牆壁上塗上了一層特殊的壁畫，並在其他地方豎立了艾薩克·牛頓墓和其他修道院紀念碑的聚苯乙烯複製品。拍攝結束後，該些壁畫和複製品仍然留在分會堂，作為達文西密碼展覽的一部分供遊客參觀，但在 2008 年 1 月，它們全部被拍賣，以籌集座堂的資金。
林肯座堂也在 2007 年 9 月拍攝的電影《年輕的維多利亞》中充當西敏寺，2018 年 6 月，Netflix的莎士比亞電影《國王》再次在西敏寺取景。
2022 年，這座座堂也是 2023 年雷利·史考特電影《拿破崙》的拍攝地之一，在這部電影中，它既是加冕場景中的巴黎聖母院，也是該電影導演剪輯版加長版中出現的米蘭主教座堂。 
座堂是 LCR FM 電台的發射站。

## 相片

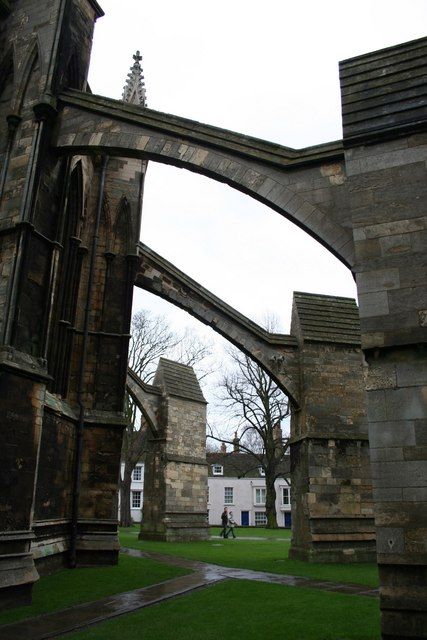
十邊形分會堂的飛扶壁
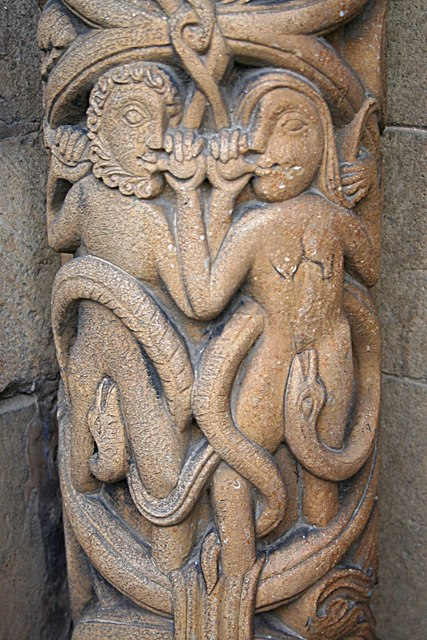
12 世紀亞當與夏娃吃蘋果的雕刻
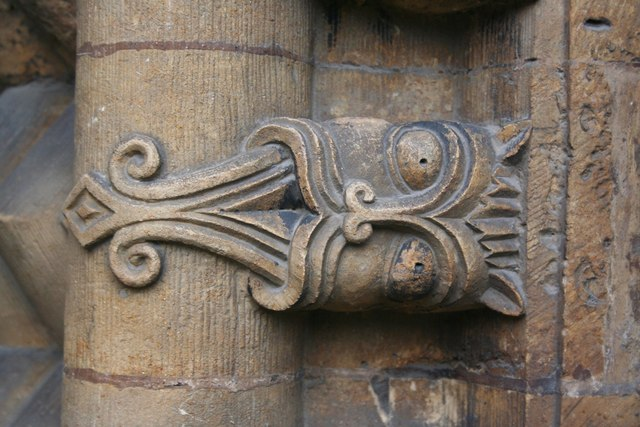
西面典型的12 世紀諾曼式裝飾
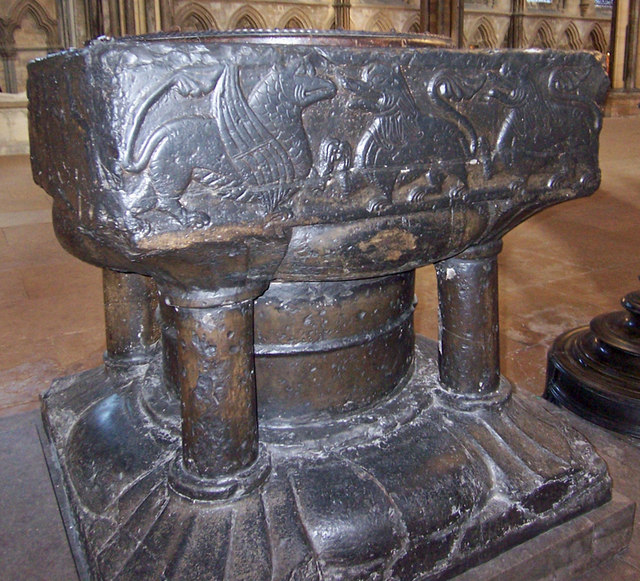
圖爾奈字體
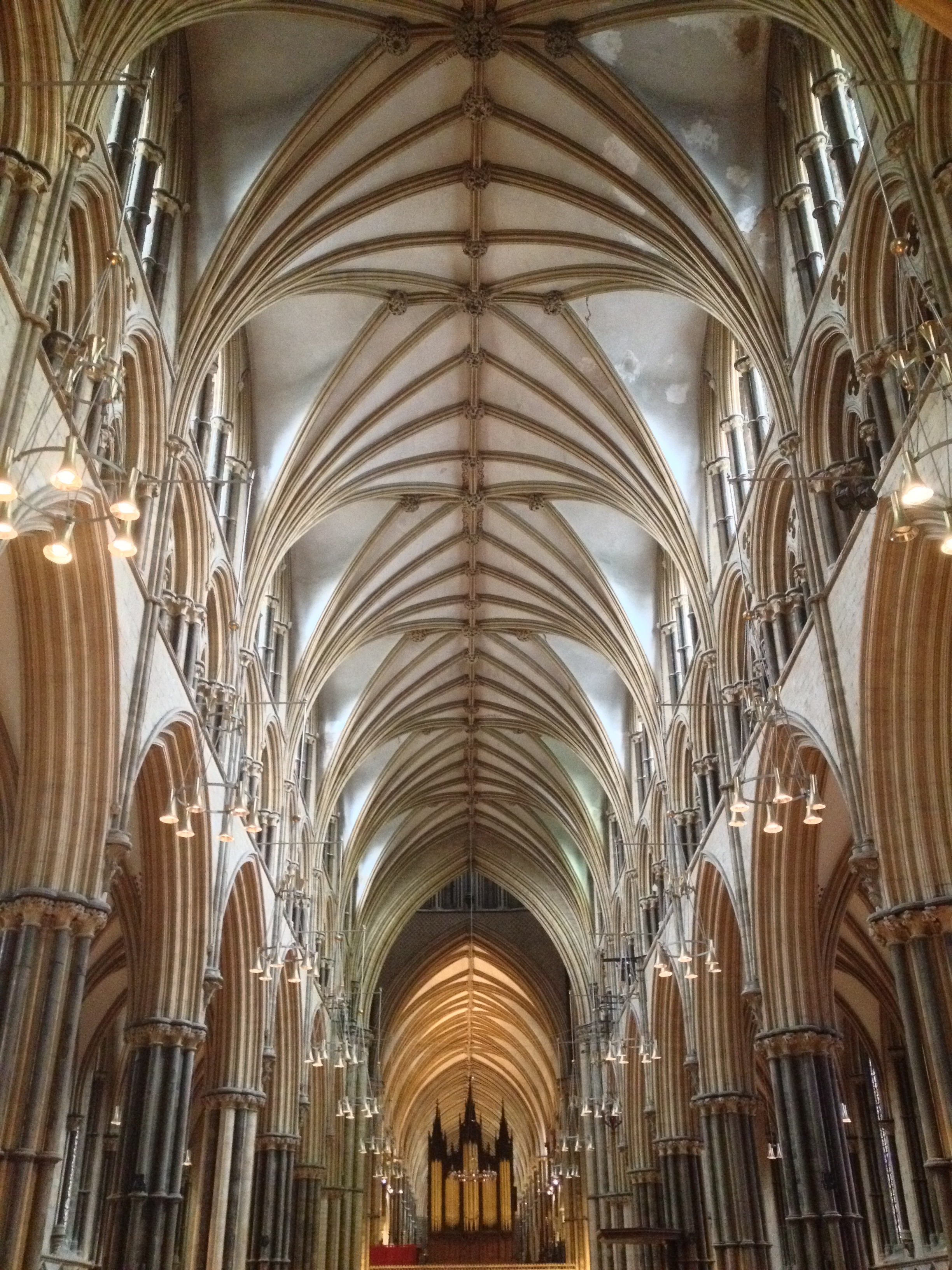
中殿，向上看
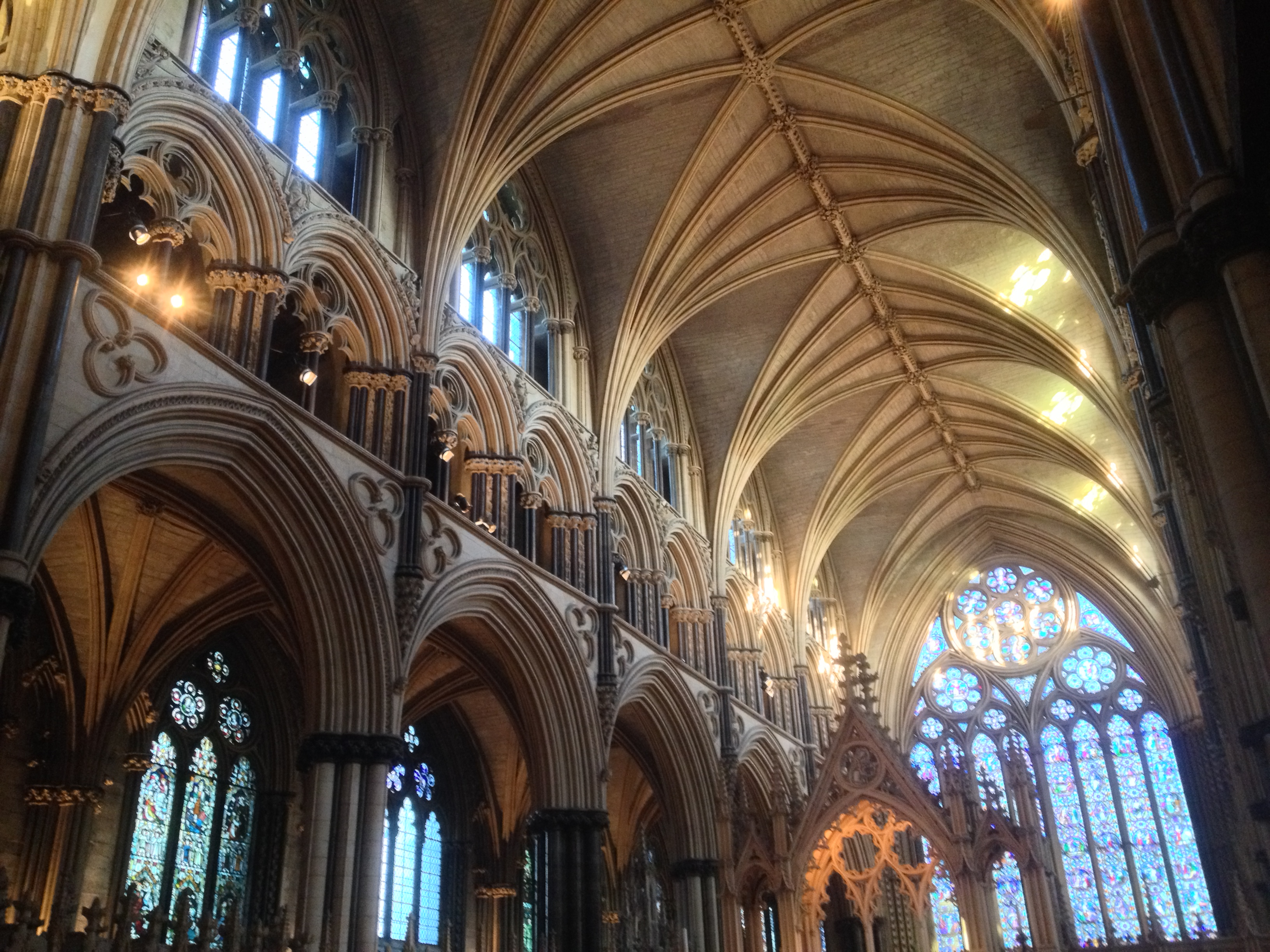
天使唱詩廳
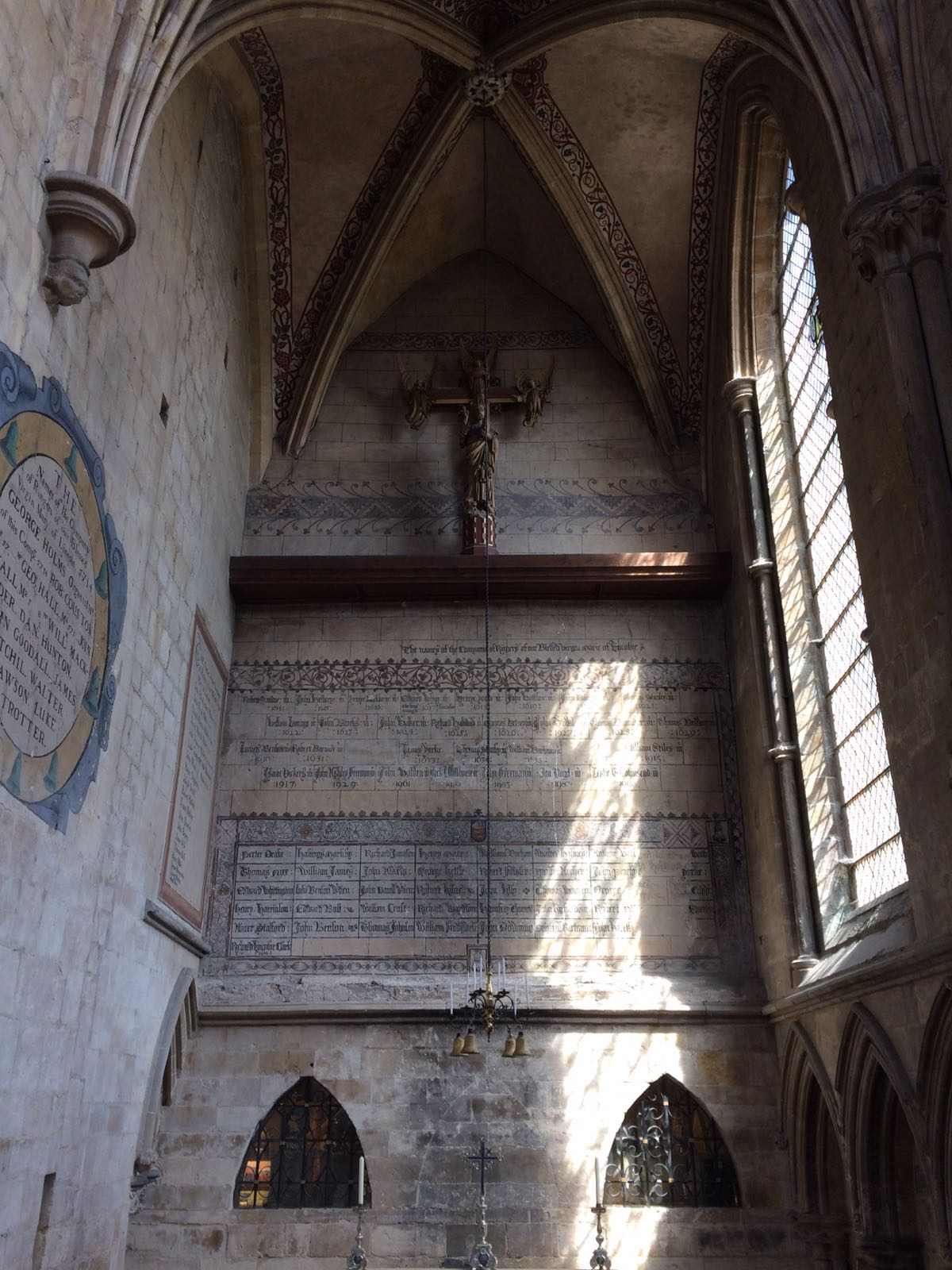
敲鐘者教堂
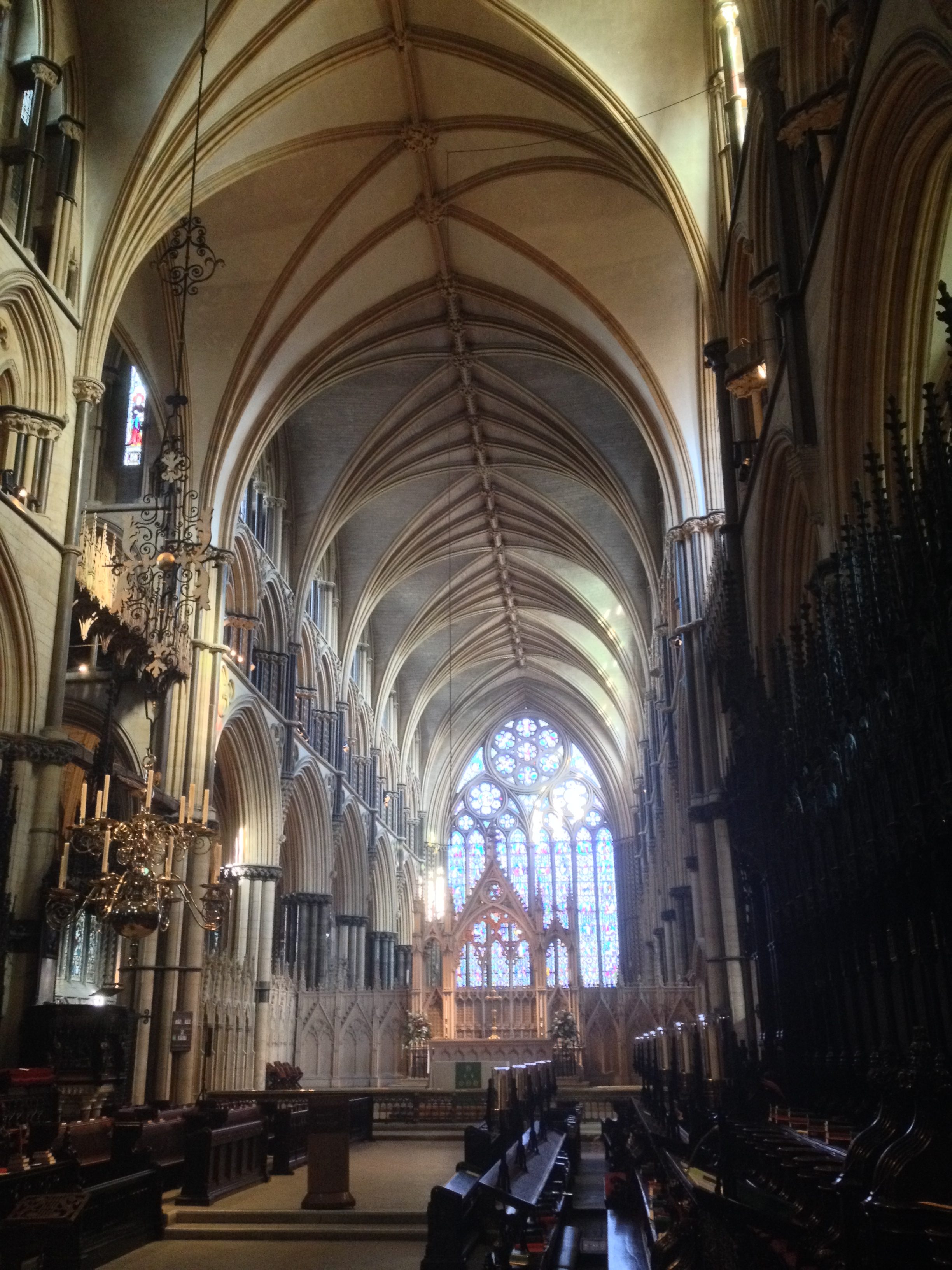
座堂唱詩班席位
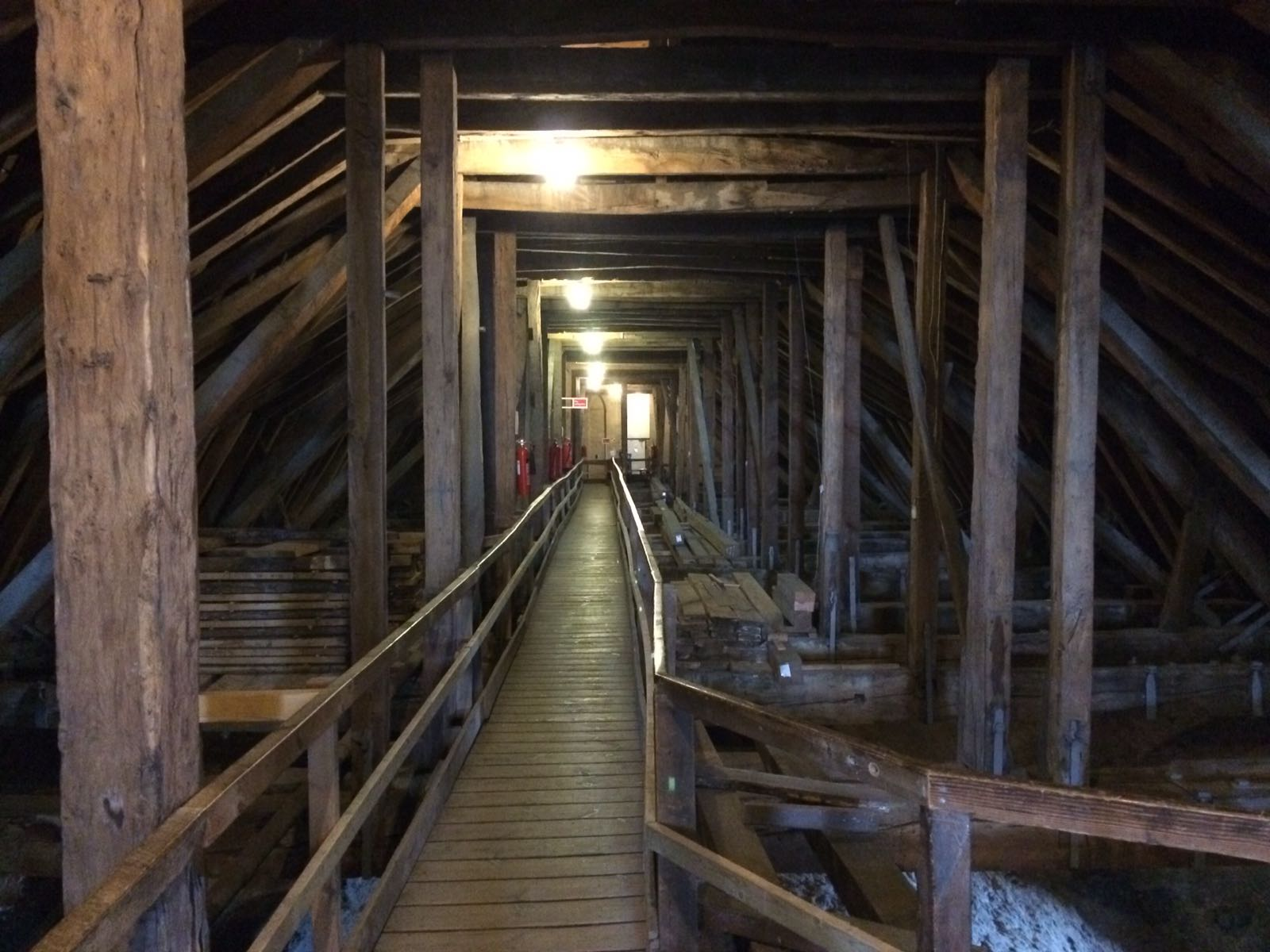
中殿屋頂空間
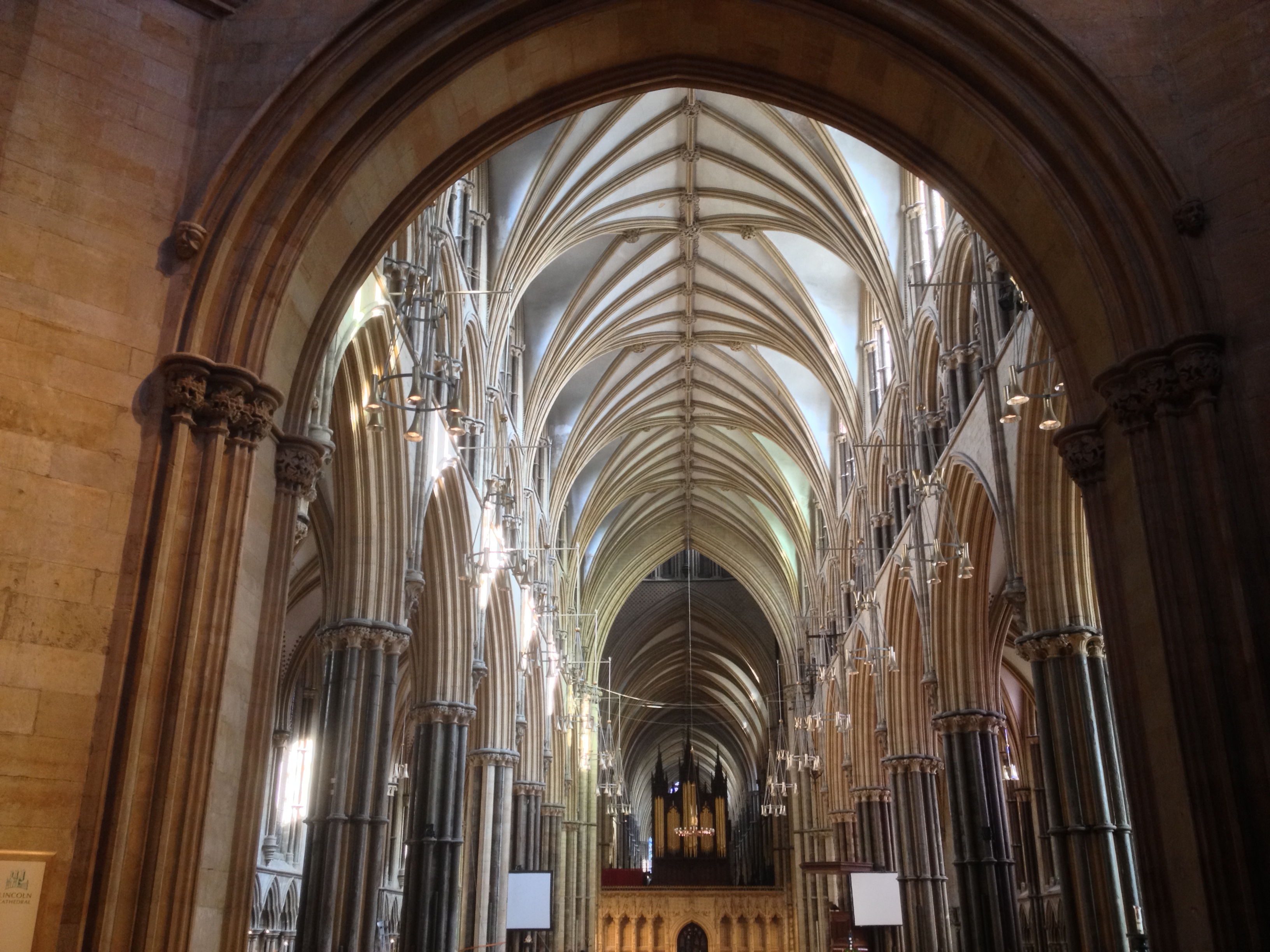
中殿
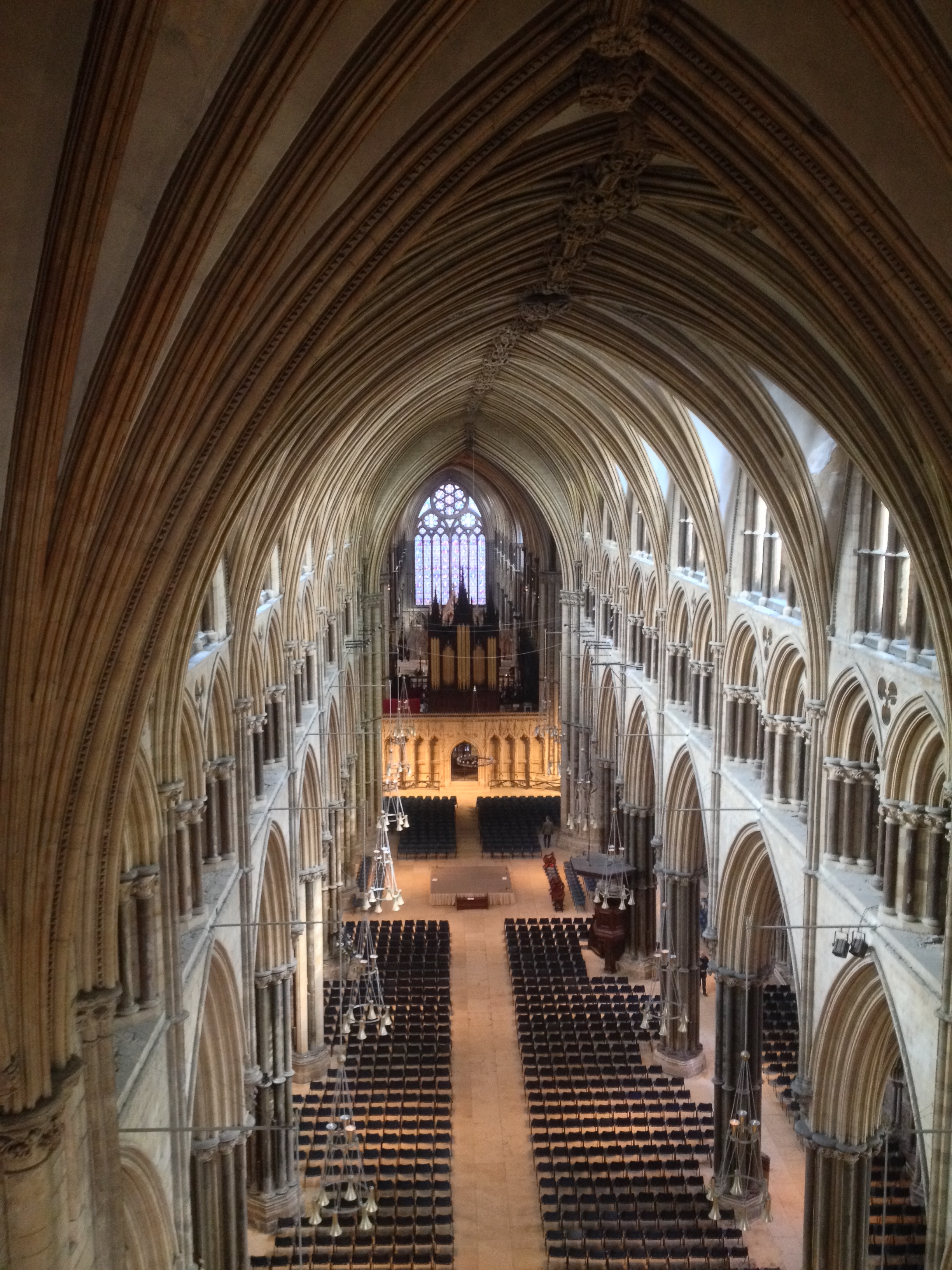
從西牆望向中殿
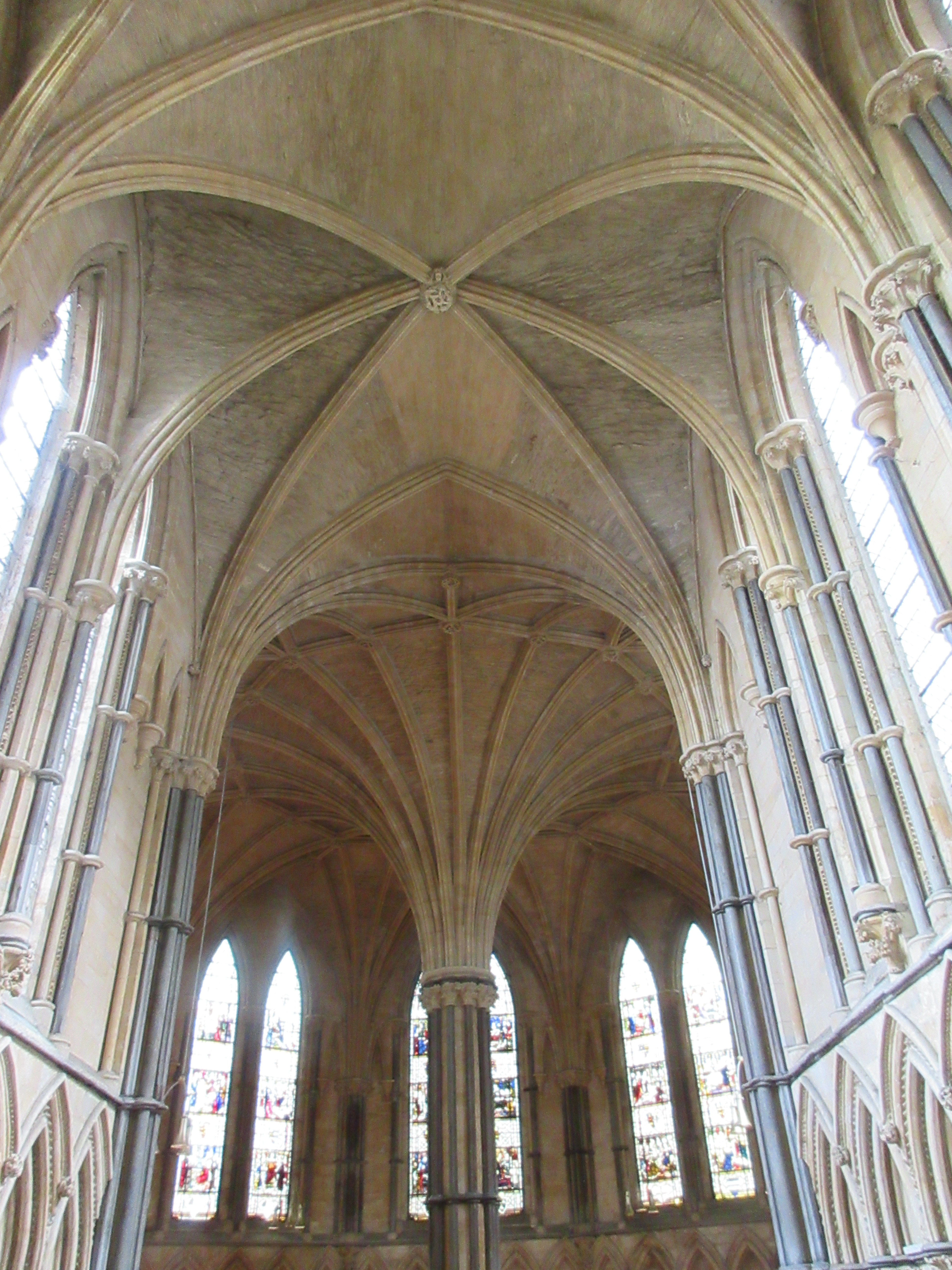
分會堂
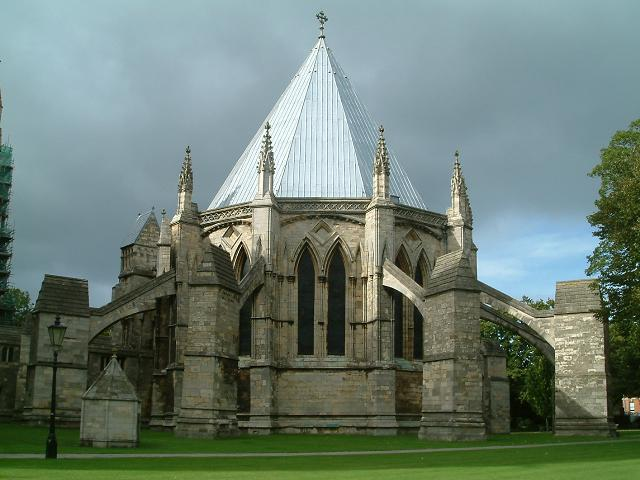
林肯座堂的分會堂，其建築周圍有飛扶壁

## 外部連結
- Choir Association Website
- Lincoln Cathedral Official Website （页面存档备份，存于）

1. ↑  .   [4 October 2018]. （原始内容存档于15 September 2018）.
2. ↑  . www.cathedralsplus.org.uk.   [2021-12-09]. （原始内容存档于9 December 2021）.
3. ↑  The Penny magazine of the Society for the Diffusion of Useful Knowledge, Volumes 1–2, 1832, p. 132.
4. ↑  Essex, J, Some observations on Lincoln Cathedral. Read at the Society of Antiquaries, 16 March 1775, printed by W Bowyer and J Nichols, 1776. 的存檔，存档日期10 March 2016.
5. 1 2  Winkles, B, Winkles's Architectural and Picturesque Illustrations of the Cathedral Churches of England and Wales: Lincoln cathedral. Chichester cathedral. Ely cathedral. Peterborough cathedral. Norwich cathedral. Exeter cathedral. Bristol cathedral. Oxford cathedral, Wilson, 1838, p. 1.
6. ↑  . epns.nottingham.ac.uk.   [2022-04-22].
7. ↑  Criddle, Peter.  (PDF). Lincolnshire Life (County Life Ltd). October 2008: 16  [10 April 2012]. （原始内容 (PDF)存档于30 March 2012）. At Stow, Lincolnshire's mother-church before the building of Lincoln's Cathedral, the bishop was murdered and the church burnt down.
8. ↑  Kendrick, AF. . . London, United Kingdom: George Bell & Sons. 1902: 4 [1898]  [10 April 2012]. （原始内容存档于4 February 2012）. The venerable church of St Mary at Stow was called by Camden "the mother-church to Lincoln."
9. ↑  Kendrick, AF. . London, United Kingdom: George Bell & Sons. 1902: 20 [1898]  [10 April 2012]. （原始内容存档于4 February 2012）. [Bishop Remigius] then gave directions for his funeral, and instructions that he was to be buried in the mother-church of his diocese dedicated to the Mother of God, near the altar of St John the Baptist.
10. 1 2 3  Musson, RMW.  (PDF). British Geological Survey. 2008  [18 May 2013]. （原始内容存档 (PDF)于14 July 2014）.
11. ↑  van Liere, Frans.  (PDF). History of Universities. 2003, 18: 1–13. ISSN 0144-5138. （原始内容 (PDF)存档于30 September 2011）.
12. ↑  Hendrix, John Shannon. . New York: Peter Lang. 2011: 59. ISBN 978-1-4331-1316-1.
13. ↑  . dove.cccbr.org.uk.   [5 May 2015].
14. ↑  Hendrix, John Shannon. . Temple, Nicholas; Hendrix, John Shannon; Frost, Christian  (编). . Farnham, Surrey: Ashgate Publishing. 2014. ISBN 978-1-4724-1275-1.
15. ↑  . Smarthistory. 15 July 2017. （原始内容存档于13 August 2019）.
16. ↑  . English Heritage.   [2022-10-07].
17. ↑  . 30 November 2022.
18. ↑  Darwin Porter, Danforth Prince (2010), Frommer's England 2010, p. 588
19. ↑  Mary Jane Taber (1905), The cathedrals of England: an account of some of their distinguishing characteristics, p. 100
20. ↑  Kendrick, A. F. . . London: George Bell & Sons. 1902: 60. ISBN 978-1-178-03666-4. The tall spire of timber, covered with lead, which originally crowned this tower reached an altitude, it is said, of 525 feet; but this is doubtful. This spire was blown down during a tempest in January 1547-8.（這座塔頂原本由鉛包裹的木質尖頂，據說高達525英尺（約160公尺），但這說法存疑。這座尖頂在1547-1548年1月的一場暴風雨中被吹倒。）
21. 1 2  . BBC News Online. BBC. 18 July 2009  [25 November 2009].
22. 1 2  . National Archives UK. Flickr. 6 February 2015  [22 August 2015]. （原始内容存档于10 December 2015）. This Foreign Office document from 1941 proposes that Magna Carta be gifted to the USA during the Second World War. The document notes that Magna Carta holds no ‘intrinsic value’. The proposal was eventually rejected.
23. ↑  . BBC News Online. BBC. 4 August 2009  [30 April 2010]. （原始内容存档于6 August 2012）.
24. ↑  Santos, Cory. . The Lincolnite. 19 April 2013  [7 July 2013]. （原始内容存档于24 May 2013）. the imp has come to represent Lincoln as its mischievous mascot.
25. ↑  Williams, Phil. . Lincoln Cathedral. 16 December 2011  [7 July 2013]. （原始内容存档于28 May 2012）. Lincoln’s imp is a well known emblem of the Cathedral and the city, to the extent it has been adopted as the symbol of Lincoln
26. ↑  . RIBA.   [19 April 2024].
27. ↑  Frost, Arnold. . Lincoln: Boots Limited. 1898.
28. ↑  Curl, James Stevens; Wilson, Susan. . Oxford University Press. 2016: 527. ISBN 978-0-19-967499-2.
29. ↑  Acland, James H. . University of Toronto Press. 1972: 134–135. ISBN 0-8020-1886-6.
30. ↑  Curl, James Stevens; Wilson, Susan. . Oxford University Press. 2016: 16. ISBN 978-0-19-967499-2.
31. ↑  Acland, James H. . University of Toronto Press. 1972: 135. ISBN 0-8020-1886-6.
32. ↑  North, Thomas. . S. Clarke. 1882: 542.
33. ↑  . Nottinghamshire Guardian (England). 17 December 1880  [20 August 2017] –British Newspaper Archive.
34. ↑  Horsley, David. . London: Caribbean Labour Solidarity. 2019: 11. ISSN 2055-7035 （英语）.
35. ↑  Halpenny, Bruce. . BBC Lincolnshire. 29 October 2009  [13 December 2011]. （原始内容存档于4 August 2012）.
36. ↑  . Royal Air Force.   [13 December 2011]. （原始内容存档于6 December 2011）.
37. ↑  Antiques Roadshow, from Lincoln Cathedral
38. ↑  . BBC News. 24 August 2006  [13 December 2011].
39. 1 2  . Singleton Argus (NSW : 1880–1954) (NSW: National Library of Australia). 18 January 1943: 1  [12 November 2013].
40. ↑  . BBC News. 24 January 2020  [24 January 2020].
41. ↑  . Lincolnshire Live. 23 January 2020  [16 January 2020].
42. ↑  . 24 December 2022  [25 February 2023].
43. ↑  . Lincoln Cathedral. 20 October 2016  [30 October 2017].
44. ↑   (PDF). VisitEngland: 51. 2011  [29 May 2012]. （原始内容存档 (PDF)于4 May 2012）.
45. ↑  Ionescu, Daniel. . The Lincolnite. 17 August 2011  [29 May 2012]. （原始内容存档于6 January 2012）.
46. ↑  . Lincoln Cathedral.   [5 May 2015]. （原始内容存档于1 May 2015）.
47. ↑  . Lincoln Cathedral. 11 March 2017  [7 March 2020]. （原始内容存档于5 November 2021）.
48. ↑  Buckler, John Chessell. . HathiTrust. 1866  [27 January 2017] –HathiTrust Digital Library.
49. ↑  . www.heritagelincolnshire.org.
50. ↑  . Lincoln Cathedral. 20 October 2016  [25 January 2018]. （原始内容存档于26 January 2018）.
51. 1 2  . BBC News. 4 May 2016  [30 October 2017]. （原始内容存档于30 November 2017）.
52. ↑  . Lincoln Cathedral. 2020-10-18  [2021-11-05] （英语）.
53. ↑  . Grace's Guide to British Industrial History.   [30 November 2022].
54. ↑  . Grace's Guide to British Industrial History.   [30 November 2022].
55. 1 2  . Lincoln Cathedral.   [30 November 2022].
56. ↑  . npor.org.uk.   [15 February 2025].
57. ↑  . IWM.   [25 February 2023].
58. ↑  Landon, Letitia Elizabeth. . . Fisher, Son & Co. 1836.Landon, Letitia Elizabeth. . . Fisher, Son & Co. 1836: 15.
59. 1 2 3 4 5  . BBC. 23 August 2008  [30 December 2013]. （原始内容存档于3 August 2014）.
60. ↑  . The Guardian. 27 September 2005  [30 December 2013]. （原始内容存档于31 December 2013）.
61. ↑  . BBC News. 29 January 2008  [13 December 2011]. （原始内容存档于1 February 2008）.
62. ↑  Bates, Stephen. . The Guardian. 28 August 2007  [13 December 2011]. （原始内容存档于5 October 2014）.
63. ↑  . The Lincolnite. 25 June 2018  [25 June 2018]. （原始内容存档于27 June 2018）.
64. ↑  . Lincolnshire County Council. March 2, 2022  [March 6, 2022]. （原始内容存档于March 3, 2022）.